# Tienen

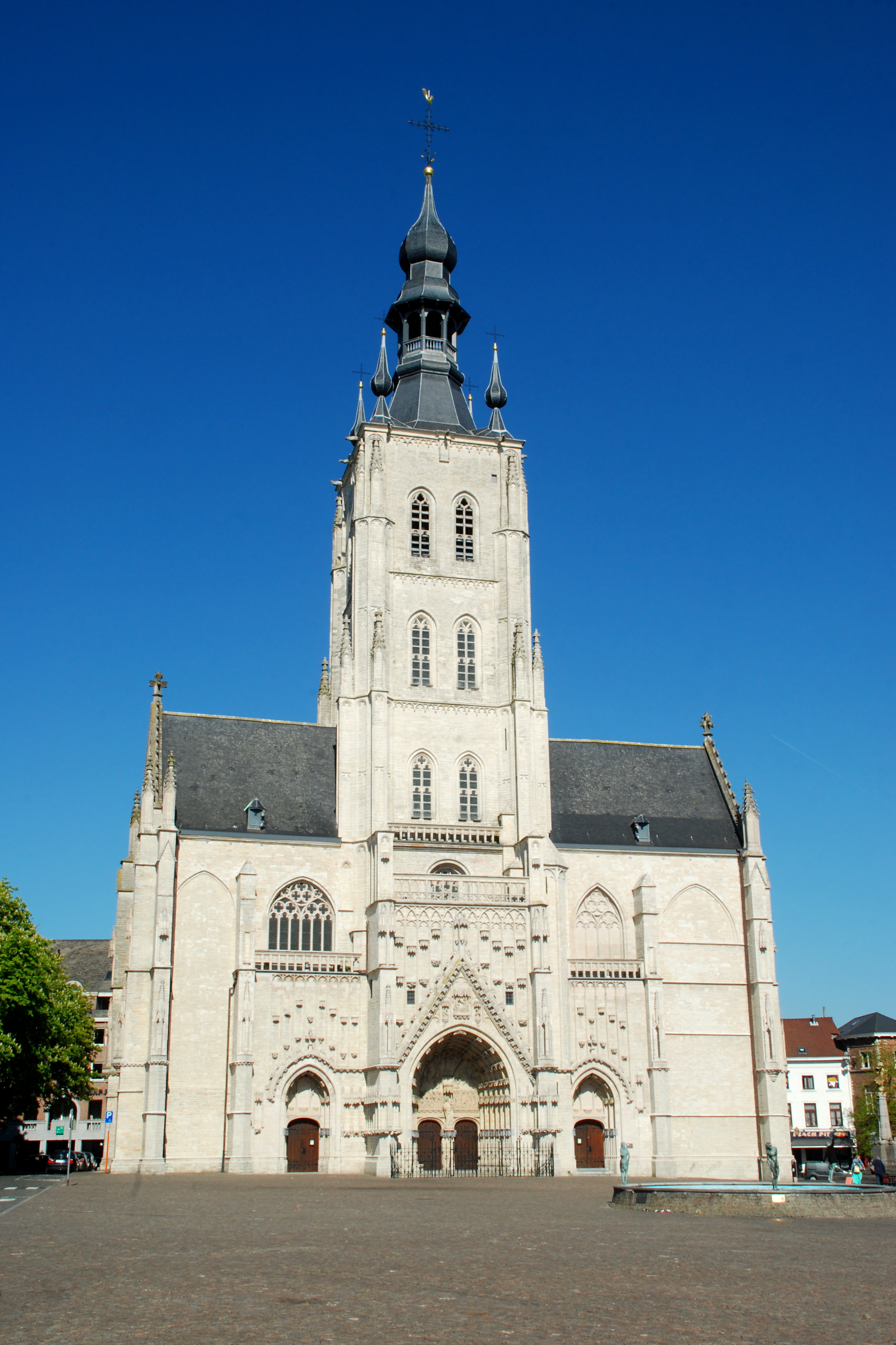
Onze-Lieve-Vrouw-ten-Poelkerk

Tienen (Frans: Tirlemont) is een stad en gemeente in de Belgische provincie Vlaams-Brabant, in het noorden van het Haspengouws Plateau. De stad telt ruim 36.000 inwoners en ligt op een hoogte van 40 meter. Met een oppervlakte van 72,77 km² is Tienen de grootste gemeente van de provincie Vlaams-Brabant.

## Naam
Robert Rock meent dat Tienen een germanisering is van het Keltische 'duno', wat "heuvel, versterking op een heuvel, versterking" betekent. De naam zou etymologisch ook kunnen opklimmen tot het Gallische 'tigerno, tigunno', wat eveneens betekent: hoogtepunt, hoofd, verhevenheid. De auteur wijst op de overeenstemming met de Tiense topografie, met de Sint-Germanusheuvel waarrond de stad ontstond.

### Tirlemont
Om de stad Tienen te onderscheiden van andere gemeenten met dezelfde naam, werd Tienes uitgebreid met de Franse aanduiding le mont (wegens de Sint-Germanusheuvel). Deze naam vinden we in 1157 als Tieneslemont. Hij beantwoordt aan het Latijnse Thenis Mons uit 1099. Hieruit ontwikkelde zich de Franse benaming Tirlemont.

### Blanke Stad
De poëtische benaming Blanke Stad houdt verband met een prijs van 1000 fr. voor het saneren van arbeiderswoningen, vooral in Avendoren. Over deze prijs wordt gesproken in het stadsverslag van 1851. De naam Blanke Stad komt de eerste keer voor bij J.B. Nys als Tirlemont-la-Blanche in 1900 en als Blanke Stad in het stadsverslag van 1930.

### Tintelende Stad
Sedert 2004 gebruikt de gemeente Tienen ter promotie de slogan Tintelende Stad. De letters van de naam Tienen komen allemaal voor in de aanduiding 'tintelend'.

## Geschiedenis
Tienen is niet gekend als een toeristisch trekpleister, maar toch komt de cultuurkenner niet van een kale reis terug. Oude sporen tonen aan dat het gebied reeds bewoond was in het mesolithicum. In de Romeinse periode lag Tienen op een kruispunt van heerwegen, waarvan sommige nog in gebruik zijn. In de 8ste eeuw was er sprake van de "villa" of vroege nederzetting Thuinas. Er zijn in het Grijpenveld ook sporen teruggevonden van de Romeinse voorchristelijke periode want er werd een zeldzame mythrastempel ontdekt, alsook Venus- en Apollo-heiligdommen. Datgene wat opgegraven werd, inclusief een Mythras-votiefplaat met spijkerschrift, en voorwerpen met daarop de mythrassymbolen, bevinden zich in het museum 'Het Toreke' (een oude stadsgevangenis). Het suikermuseum en de streekwinkel zijn hier ook te vinden. In Grimde dat net buiten de ringgordel ligt, bevinden zich drie tumuli. De mooie kapel van Onze-Lieve-Vrouw ten Steen ligt vlakbij. Deze zou staan op de plek van een oude stenencirkel. Enkele menhirs bevinden zich nog in de buurt.
In de vroege middeleeuwen zou er een kapel zijn opgericht ter ere van Sint-Martinus. De Sint-Martinuskerk was de oudste parochiekerk van de stad, maar deze kerk verdween aan het begin van de 19de eeuw. Meer naar het oosten, rond de Sint-Germanusheuvel, ontstond een tweede bewoningskern. Deze plaats, de latere Veemarkt, was beter verdedigbaar. Hier werd de Sint-Germanuskerk opgericht. Op de grote Markt bevindt zich de OLV Ten Poelkerk met een pelgrimsgrot. Deze zou gebouwd zijn op de ontwaterde Haspoel, een soort moeras. Tienen zou het tweede oudste begijnhof hebben van het land. De begijnhofkerk brandde af, maar de ruïnes zijn er nog. Het oude gasthuis dat er ook gelegen was, werd vervangen door de industriecomplexen van de suikerfabriek die de stad tot op heden domineren.
Tienen maakte deel uit van het graafschap Bruningerode, dat vanaf de 10de eeuw behoorde tot het Prinsbisdom Luik. In de 11de eeuw ging Thuinas naar het Graafschap Leuven. De stad werd omwald en ommuurd, al bleef dit aanvankelijk beperkt tot een muur en gracht rond de Sint-Germanusheuvel.
Tienen had een belangrijke plaats op de west-oostelijke handelsroute, ontwikkelde een bloeiend handels- en ambachtswezen en de stad verwierf diverse stadsrechten. De stad kende vanaf de 12de en 13de eeuw een belangrijke lakennijverheid. Deze nijverheid kende haar hoogtepunt in de 14de eeuw en verwierf internationale bekendheid. Tegen het eind van de 15de eeuw liep dit terug. De bevaarbare Gete speelde hier een grote rol.
In de zomer van 1635 werd de stad ingenomen, geplunderd en afgebrand door een gecombineerd Frans-Hollands leger. Nog in 1673 beschreef de Italiaanse historicus Galeazzo Gualdo Priorato Tienen als "ooit een van de meest bloeiende [steden van Brabant], maar nu bijna verlaten en onbewoond".
Aan het begin van de 19de eeuw werden de stadswallen en poorten afgebroken en er kwam op de meeste plaatsen een brede ringlaan voor in de plaats. Deze voormalige vesten zijn herkenbaar aan de straatnamen. De invalswegen werden verhard en verbeterd. Op 21 september 1837 bereikte de eerste spoorlijn, Brussel - Leuven - Tienen, de stad. Daarna kwamen er meer spoorlijnen en werd Tienen een belangrijk knooppunt. Door de betere transportmiddelen werd het mogelijk de suikerbieten van heel de streek naar de suikerfabrieken in Tienen te vervoeren. De veredeling van bietsoorten met die een veel hoger suikergehalte hadden, maakte het winnen van suiker uit de bieten rendabel. De oorspronkelijke suikerbieten hadden maar ongeveer maximaal 8% suikerinhoud. Door middel van veredeling werd dit percentage opgekrikt naar 15% (tegenwoordig haalt men 17%). De rijke landbouwgronden in de streek zijn zeer geschikt voor deze teelt. De suikerverwerkende industrie werd kenmerkend voor de stad en blijft ook nu nog een grote rol spelen in de economie van de streek.
Tot in 1898 werden de suikerbieten vanaf het dichtstbijzijnde station Grimde overgeladen op karren om deze naar de suikerfabriek te brengen. Om het overladen te vermijden, werd in 1897 door de suikerfabriek een aanvraag ingediend voor een eigen rechtstreekse spooraansluiting van het spoorstation naar de fabriek. Dit liep gelijk met de aanvraag van de buurtspoorwegen om de eerste trammeterspoorlijn aan te leggen (zie kopje Buurtspoorwegen). De fabriek kreeg zowel een meterspooraansluiting op het buurtspoorwegnet als een normaalspooraansluiting op het nationaal spoornet. Daarnaast is er vanaf 1886 tot de Tweede Wereldoorlog een 'luchtspoorbaan' geweest van het station Grimde naar de suikerfabriek. Dit was een kabelbaan voor goederen die voor het transport van bieten en steenkolen gebruikt werd.

## Geografie

### Kernen
Tienen bestaat uit de deelgemeenten Tienen, Bost, Goetsenhoven, Hakendover, Kumtich, Oorbeek, Oplinter, Sint-Margriete-Houtem, en Vissenaken.

### Deelgemeenten
| # | Naam                  | Opp. (km²) | Inwoners (2022) | Inwoners per km² | NIS-code |
| - | --------------------- | ---------- | --------------- | ---------------- | -------- |
| 1 | Tienen                | 13,00      | 22.787          | 1.753            | 24107A   |
| 2 | Bost                  | 2,81       | 1.622           | 577              | 24107C   |
| 3 | Goetsenhoven          | 8,25       | 1.457           | 177              | 24107J   |
| 4 | Hakendover            | 8,15       | 1.385           | 170              | 24107H   |
| 5 | Kumtich               | 11,81      | 2.910           | 246              | 24107D   |
| 6 | Oorbeek               | 4,48       | 1.215           | 271              | 24107B   |
| 7 | Oplinter              | 11,21      | 2.396           | 214              | 24107G   |
| 8 | Sint-Margriete-Houtem | 4,44       | 767             | 173              | 24107F   |
| 9 | Vissenaken            | 8,62       | 1.451           | 168              | 24107E   |

De stad telt een aantal wijken:
- Grimde: 956 (kopie 13de eeuw) Grimides. Gehucht ten oosten van de stad, hiervan gescheiden door de Borggracht en de Gete. Grimde is moeilijk verklaarbaar en dus oud. De naam gaat mogelijk terug op Indo-Europees *ghrem "afkrabben" + achtervoegsel ithja. Grimde kan dan betekenen "waar het vuil is", een naam die dan slaat op de vuile oevers van de Gete.
- Aandoren: 1277 spina, circa 1350 ten haeghdorne. Aandoren is een wijk in Grimde. Spina is een vertaling van haagdoorn, namelijk een grote meidoorn op het plein voor de Oudepoort op de Borggracht
- Avendoren: 1034 Eurendore (lees: Evrendore), 1129 auerendoren (lees: Averendoren). Wijk in de omgeving van het station. Het eerste lid is mogelijk terug te brengen tot de Indo-Europese wortel *abh- "krachtig, sterk". Zo kan Averendoren (nu Avendoren) betekenen: burg van de sterken
- Grijpen: 1244 Gripen. Bouw- en weiland, gedeeltelijk onder Kumtich. Misschien uit Indo-Europees *ghreib- "grijpen". Afleiding van de persoonsnaam Gripo, "iemand met een sterke greep"?
- Mulk: 1260 Mulke. Mulk is een acum-naam bij een Romeinse persoonsnaam Munilius. Mulk betekent dus: toebehorend aan Munilius
- Moespik: circa 1350 moerspic. Wijk ten zuiden van de Roos of Sint-Helenasluis. Samengesteld uit moer "slijk" + spik "smal bruggetje"
- Potterie: genoemd naar de potbakkerij van Jean Henri Poffé die in 1796 al in de straat woonde. Het eerste fabriekje van Poffé stond op de plaats van huis 83 in de Potterijstraat
- Bruinissem: 1273 brunensheem. Hoogte ten westen van de Anemonenlaan. Bruinissem is een heemnaam bij Brunin, verkleinwoord van Bruno
- Oostermeer: ca. 1350 oestermere. Blok tussen Ketelmakersstraat, Delportestraat, Violetstraat en Oude Leuvensestraat. In 1715 in twee gesneden door de aanleg van de Nieuwe Leuvensestraat. Wellicht is Oostermeer een migratienaam
- Oud-België: Sedert 1956 volkse benaming voor een wijk in de Pastorijstraat
- Rooie: 1941 Aan den Rooie. Volkse benaming voor de omgeving van het Rakkersveld in de Torsinweg. Verwijst misschien naar iemand met rood haar
- Sabooike: sedert 19de eeuw, omgeving van villa Sliksteen. Sabooike herinnert aan de familie Saboo onderaan de Sliksteenvest, vooral agent Jean Baptist Saboo, geboren in 1810, die trouwde met de 11 jaar jongere Dorothée Messemaekers. Hij woonde in een bescheiden woning en kreeg 8 kinderen.
- Utsenaken

### Buurgemeenten
De fusiegemeente Tienen grenst aan de volgende gemeenten (in wijzerzin, te beginnen in het noorden) : Glabbeek, Kortenaken, Linter, Landen, Hélécine, in de provincie Waals-Brabant), Hoegaarden, Boutersem en Lubbeek.
| Aangrenzende gemeenten | Aangrenzende gemeenten | Aangrenzende gemeenten | Aangrenzende gemeenten | Aangrenzende gemeenten |
| ---------------------- | ---------------------- | ---------------------- | ---------------------- | ---------------------- |
| Lubbeek                |                        | Glabbeek               |                        | Kortenaken             |
|                        |                        |                        |                        |                        |
| Boutersem              | Linter                 |                        |                        |                        |
|                        |                        |                        |                        |                        |
| Hoegaarden             |                        | Hélécine (W Br)        |                        | Landen                 |

### Rivieren
Tienen ligt aan de Grote Gete of Tiense Gete. Deze rivier werd in 1525 bevaarbaar tot in de stad, waardoor Zoutleeuw in deze periode sterk aan belang verloor.
De scheepvaart op de Gete was van korte duur : in totaal 60 jaar. Op 9 december 1517 verleende de jonge keizer Karel V de toestemming om de Grote Gete tot in Tienen bevaarbaar te maken. Rond Kerstmis 1525 vertrok het eerste schip uit Tienen, terwijl op 3 maart 1526 het eerste schip aankwam. De eerste schipper, Hendrick Deprince, kreeg hiervoor van het stadsbestuur een beloning van 38 stuivers. De nieuwe vorm van welvaart werd met lede ogen door de stad Zoutleeuw aangezien. Bovendien stak de heer van Neerlinter stokken in de wielen. Het waren echter de godsdienstoorlogen die ervoor zorgden dat de Gete verzandde.
Na de Vrede van Münster (1648) keerde de rust terug. Op 11 augustus 1650 gaf Filips IV aan Tienen de toestemming om de Gete opnieuw te kanaliseren. De werken vorderden snel en in november 1651 kwam de eerste boot te Tienen aan. De gebeurtenis werd op 24 november gevierd in de herberg van Joos Lenaerts, de "Koning van Spanje". De heropleving van de scheepvaart duurde echter niet lang. Onder het regentschap van Juan van Oostenrijk (1656) viel de scheepvaart voorgoed stil.
De plaats waar de schepen aankwamen, heette al in 1544 Aende Werff. Vooraleer de schippers deze Werf bereikten, passeerden ze 7 sluizen die de stad moest onderhouden. Het Pakhuis bevond zich in de Paardenbrugstraat op de Vetterie.

## Bezienswaardigheden
- Het Stadhuis op de Grote Markt

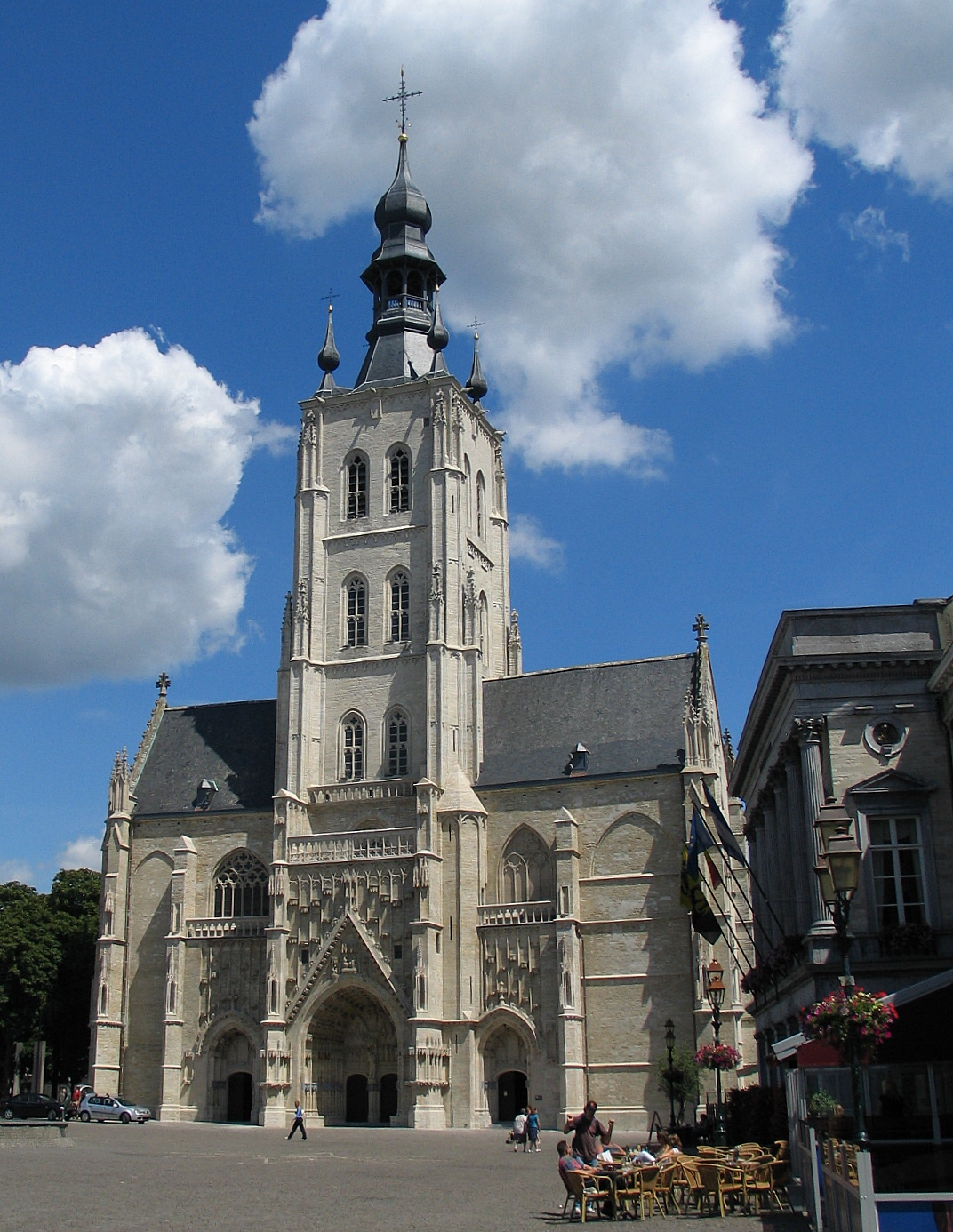
Onze-Lieve-Vrouw-Ten Poelkerk

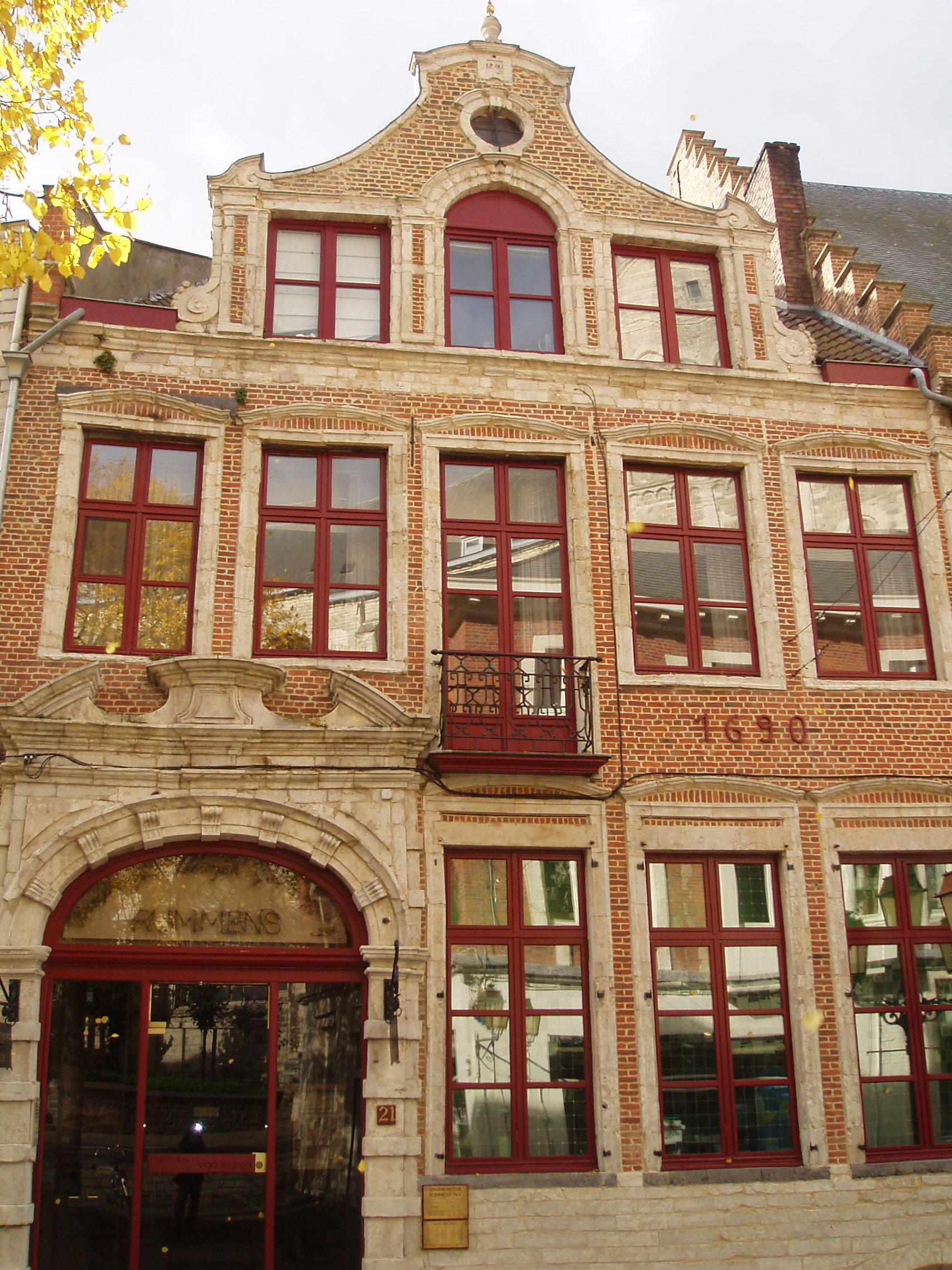
Huizen Van Ranst

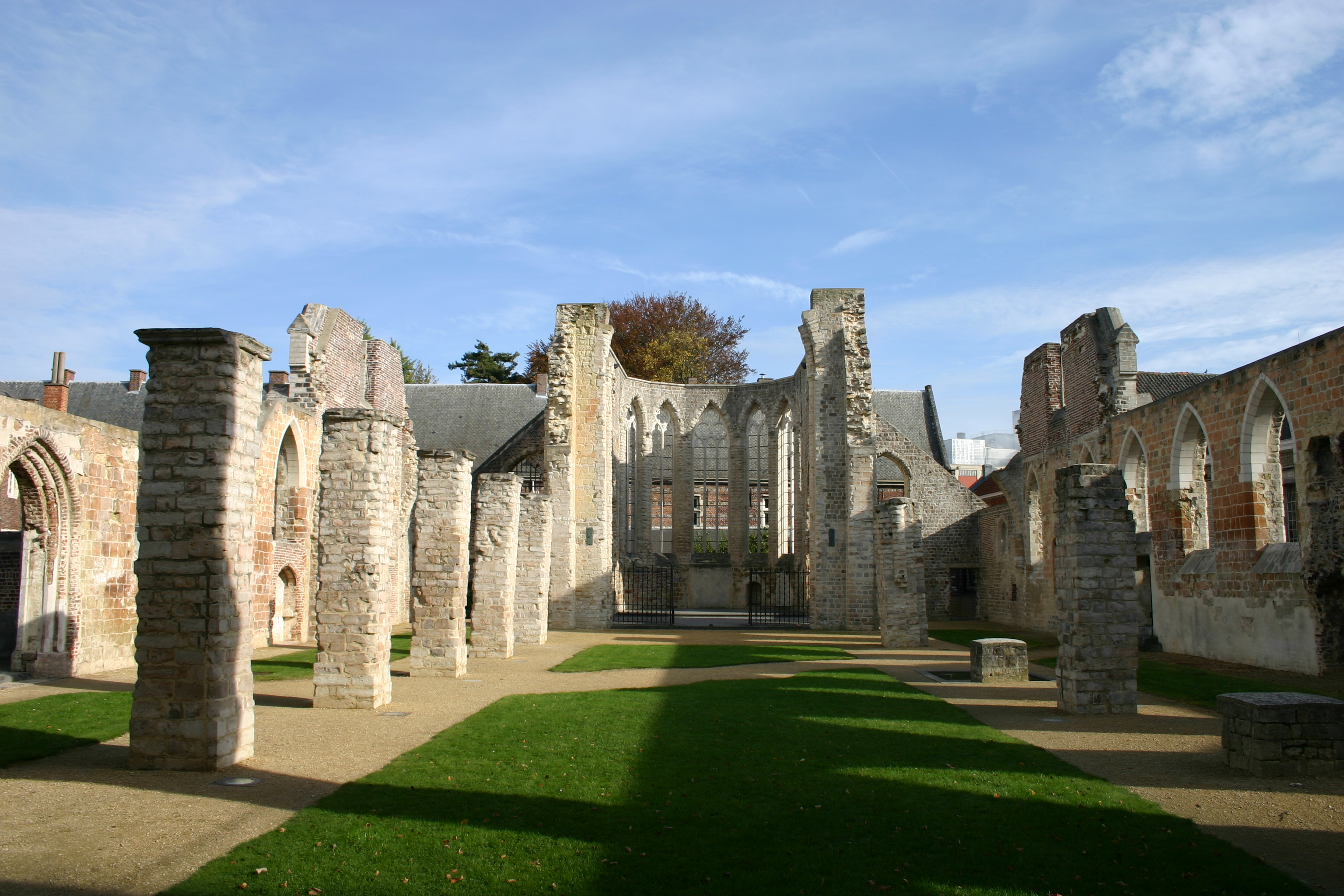
Paterskerk en Begijnhof Tienen

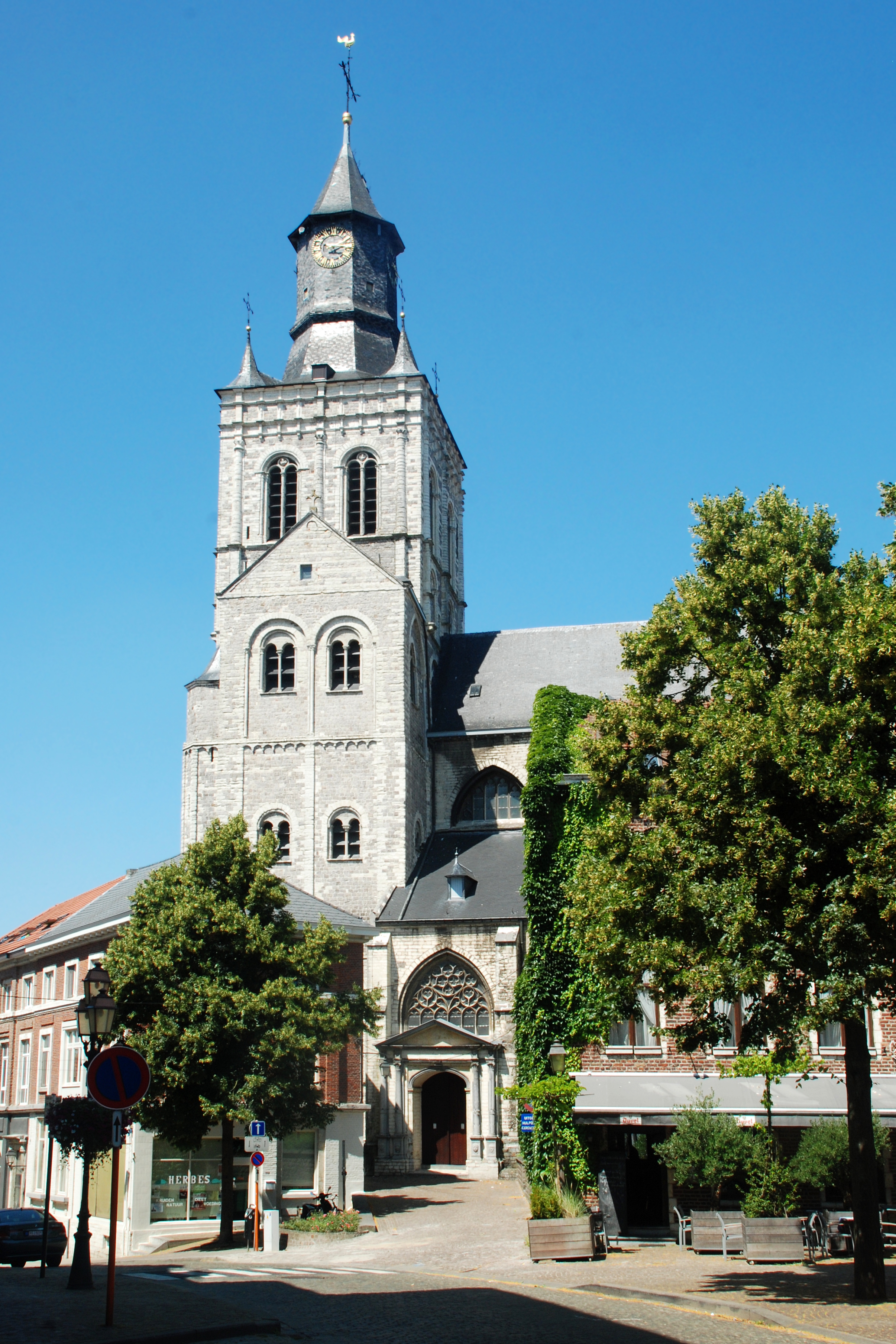
Sint-Germanuskerk

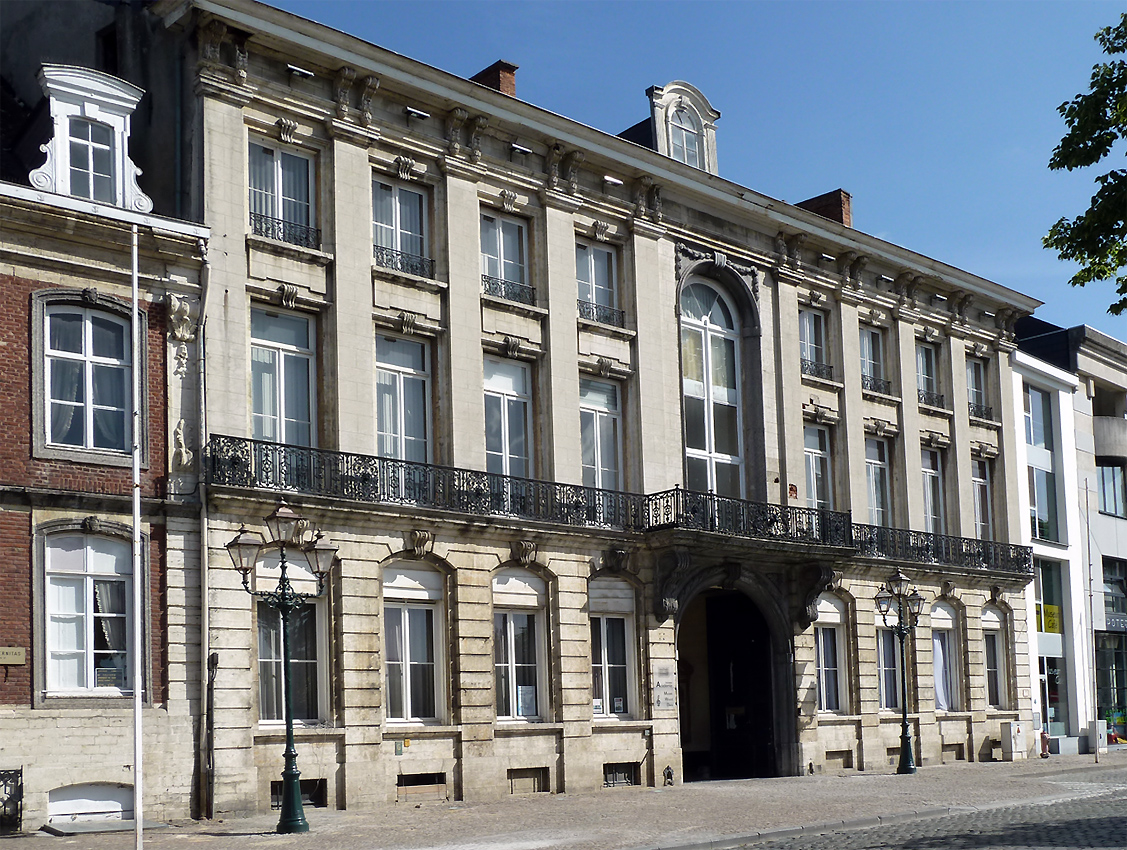
De Tinnen Schotel

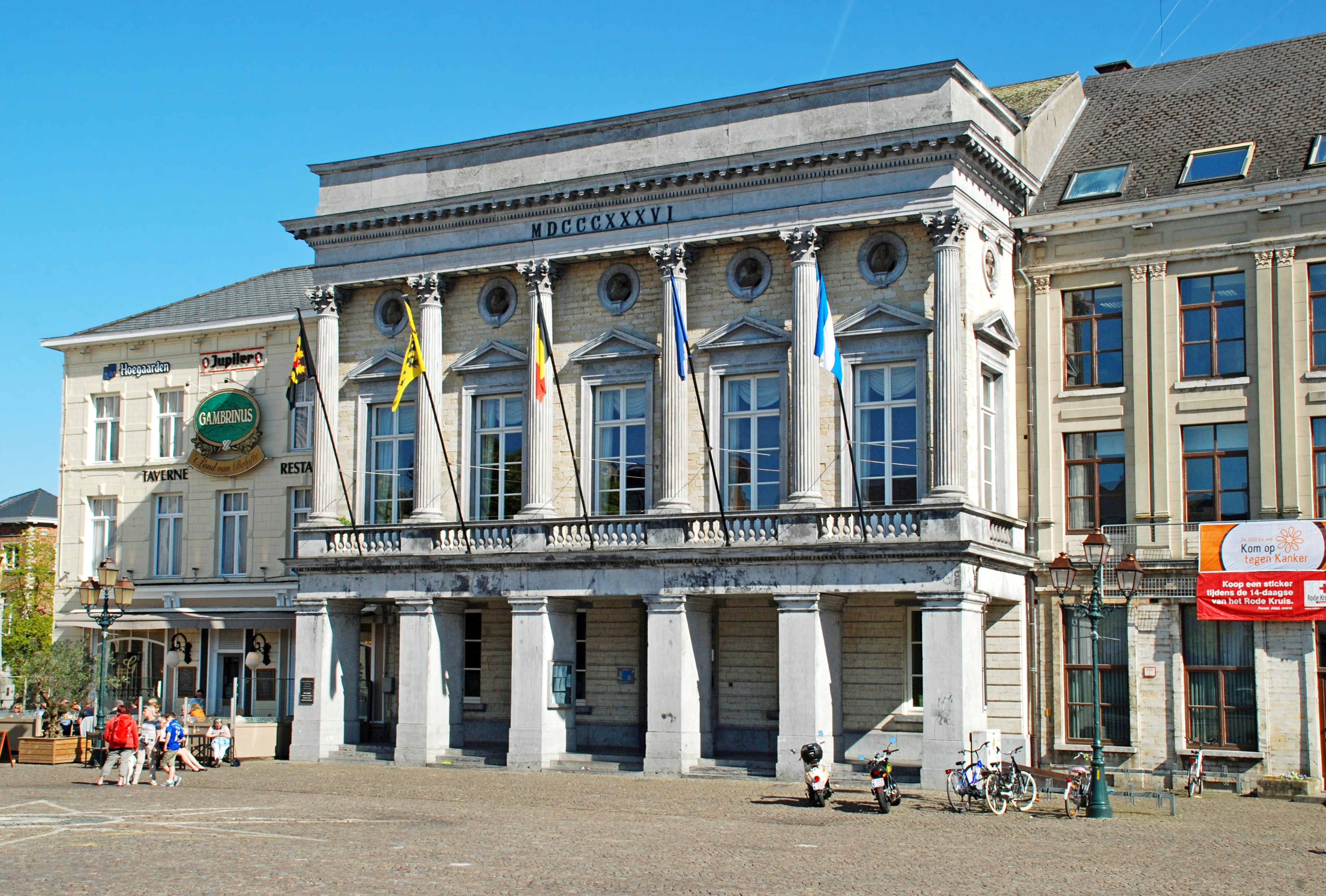
Stadhuis van Tienen

- De Onze-Lieve-Vrouw-ten-Poelkerk op de Grote Markt
- De Sint-Germanuskerk (de toren is UNESCO-Werelderfgoed)
- De ruïne van de Paterskerk (begijnhofkerk) in het Begijnhof van Tienen
- Het Museum Het Toreke op de Grote Markt
- De Huizen Van Ranst of Van Ransthuizen (Wolmarkt 15-21), 17e-eeuwse huizen
- De Tiense vesten
- De Sint-Thibautkapel
- De Sint-Jacobskapel
- De Kapel van Onze-Lieve-Vrouw-ten-Steen in het gehucht Grimde
- De Sint-Pieterskapel in het gehucht Grimde, die dienst doet als militaire begraafplaats of necropolis, uniek in België [4]

- Het Bogaardenklooster
- Het standbeeld "De Groene", standbeeld van een man met sabel van Jef Lambeaux, opgericht in 1905 t.g.v. 75 jaar België
- Het voormalig Suikermuseum (gesloten sinds 2017) op de Grote Markt, nu toeristisch infokantoor met streekshop en vredegerecht
- De Kazerne, omgevormd tot Cultuurcentrum de Kruisboog.
- De Tinnen Schotel op de Grote Markt, waar Napoleon, de Wellington en Blücher ooit waren
- Het Weeshuis van Tienen
- Het Klooster van de Augustijnen (Tienen)
- De drie tumuli

### Houtig erfgoed
- Japanse notenboom in de achtertuin van een herenhuis. Vermoedelijk een van de oudste exemplaren in België.[5]
- Japanse notenboom in tuin van het Augustijnenklooster.[6]
- Japanse notenboom in het stadspark en een van de dikste en oudste exemplaren in België.[7] In het stadspark staat ook nog een bijzondere trompetboom[8] en een monumentale tulpenboom.[9]
- De Tiense vesten
- Stadstuin in de Potterijstraat met enkele monumentale bruine beuken

## Natuur en landschap
Tienen ligt in de Haspengouw op een hoogte van 35-77 meter. De stad ligt aan de Grote Gete.
Uitgezette routes zijn: de Bietenroute, de Hagelandse rolskiroute en de Suikerroute. De Viander is een recreatiepark ten oosten van de stad. Verder vindt men er de Rozendaalvallei en het Tiens Broek.

## Demografie

### Demografische evolutie
- Bron:NIS - Opm:1806 t/m 1970=volkstellingen op 31 december; vanaf 1977= inwoneraantal per 1 januari

### Demografische ontwikkeling van de fusiegemeente
Alle historische gegevens hebben betrekking op de huidige gemeente, inclusief deelgemeenten, zoals ontstaan na de fusie van 1 januari 1977.
- Bronnen:NIS, Opm:1831 tot en met 1981=volkstellingen; 1990 en later= inwonertal op 1 januari

| Inwoners van jaar tot jaar op 1 januari 1992 tot heden | Inwoners van jaar tot jaar op 1 januari 1992 tot heden | Inwoners van jaar tot jaar op 1 januari 1992 tot heden |
| jaar                                                   | Aantal                                                 | Evolutie: 1992=index 100                               |
| ------------------------------------------------------ | ------------------------------------------------------ | ------------------------------------------------------ |
| 1992                                                   | 31.566                                                 | 100,0                                                  |
| 1993                                                   | 31.657                                                 | 100,3                                                  |
| 1994                                                   | 31.637                                                 | 100,2                                                  |
| 1995                                                   | 31.612                                                 | 100,1                                                  |
| 1996                                                   | 31.634                                                 | 100,2                                                  |
| 1997                                                   | 31.662                                                 | 100,3                                                  |
| 1998                                                   | 31.488                                                 | 99,8                                                   |
| 1999                                                   | 31.481                                                 | 99,7                                                   |
| 2000                                                   | 31.479                                                 | 99,7                                                   |
| 2001                                                   | 31.501                                                 | 99,8                                                   |
| 2002                                                   | 31.423                                                 | 99,5                                                   |
| 2003                                                   | 31.534                                                 | 99,9                                                   |
| 2004                                                   | 31.782                                                 | 100,7                                                  |
| 2005                                                   | 31.746                                                 | 100,6                                                  |
| 2006                                                   | 31.835                                                 | 100,9                                                  |
| 2007                                                   | 32.083                                                 | 101,6                                                  |
| 2008                                                   | 32.197                                                 | 102,0                                                  |
| 2009                                                   | 32.339                                                 | 102,4                                                  |
| 2010                                                   | 32.552                                                 | 103,1                                                  |
| 2011                                                   | 32.703                                                 | 103,6                                                  |
| 2012                                                   | 32.987                                                 | 104,5                                                  |
| 2013                                                   | 33.233                                                 | 105,3                                                  |
| 2014                                                   | 33.511                                                 | 106,2                                                  |
| 2015                                                   | 33.950                                                 | 107,6                                                  |
| 2016                                                   | 34.185                                                 | 108,3                                                  |
| 2017                                                   | 34.365                                                 | 108,9                                                  |
| 2018                                                   | 34.675                                                 | 109,8                                                  |
| 2019                                                   | 34.975                                                 | 110,8                                                  |
| 2020                                                   | 35.293                                                 | 111,8                                                  |
| 2021                                                   | 35.545                                                 | 112,6                                                  |
| 2022                                                   | 35.973                                                 | 114,0                                                  |
| 2023                                                   | 36.282                                                 | 114,9                                                  |
| 2024                                                   | 36.581                                                 | 115,9                                                  |
| 2025                                                   | 36.890                                                 | 116,9                                                  |

## Politiek

### Structuur

#### Schepencollege
Het college van burgemeester en schepenen bestaat sinds 5 december 2024 uit:
| Bevoegdheden | Bevoegdheden | Naam              | Partij        |
| ------------ | --- | ----------------- | ------------- |
|              | burgemeester Veiligheid, brandweer, rampenbestrijding, bestuurlijke handhaving, communicatie, netheid (strategie), landbouw, industrie, grote projecten, stadsontwikkeling, buurtwerking | Jonathan Holslag  | Durf          |
|              | eerste schepen Openbare werken, netheid, stadswegen, nutsvoorzieningen, stadsgebouwen, ruimtelijke ordening, begraafplaatsen                                                             | Nele Daenen       | Tienen Anders |
|              | tweede schepen Vrije tijd, cultuur, erfgoed, toerisme, kunstonderwijs, verenigingsleven, evenementen en sport                                                                            | Gijsbrecht Huts   | N-VA Plus     |
|              | derde schepen Handel, middenstand, kermissen, horeca, markten | Werner Sabo       | Durf          |
|              | vierde schepen Wonen, sociaal wonen, samenleving, activering, taal, diversiteit, housing first                                                                                           | Stefanie Beelen   | Durf          |
|              | vijfde schepen Financiën, duurzaamheid, natuur, klimaat, openbaar groen, dierenwelzijn                                                                                                   | Liesbet Vannes    | Durf          |
|              | zesde schepen Mobiliteit, interne en externe diensten, ICT, jeugd | Olivia Verstrepen | Durf          |
|              | zevende schepen Voorzitter bijzonder comité sociale dienst, sociaal beleid, senioren, eerstelijnszorg, woonzorgcentrum, welzijn en erediensten                                           | Wim Bergé         | Tienen Anders |

#### Gemeenteraad
De Tiense gemeenteraad bestaat sinds 2024 uit 33 leden.

### Geschiedenis

#### Legislatuur 1977–1982
Lijsttrekkers waren bij de gemeenteraadsverkiezingen van 1976 respectievelijk André Moreau (PVV), uittredend burgemeester Rik Boel (BSP), Jef Coel (CVP). Vital Valkeniers was lijsttrekker voor Gemeentebelangen (GBL), de lokale Volksunie-lijst. Opvallend resultaat was er voor voormalig Kumtichs burgemeester Louis Pans, tweede op de kieslijst van de PVV, die meer stemmen behaalde dan zijn kopman. Burgemeester werd Jozef Coel (CVP), hij leidde een coalitie met de PVV. Schepenen waren Gerard Janssen, Julien Thomas, Jaco Mertens (allen CVP), André Moreau, Louis Pans, Pierre Honorez en Miel Giles (allen PVV). OCMW-voorzitter was Georges Albessard (PVV).

#### Legislatuur 1983–1988
Bij de lokale verkiezingen van 1982 kwamen de liberalen in verdeelde slagorde op. Enerzijds was er de PVV met Louis Pans als lijsttrekker en anderzijds de scheurlijst VSD met André Moreau op kop. Lijsttrekker bij de SP was Rik Boel, bij de CVP Jef Coel en bij de Volksunie Vital Valkeniers. Burgemeester werd Rik Boel (SP), die een coalitie sloot met de VSD en Volksunie. Halfweg de legislatuur werd hij opgevolgd als burgemeester door partijgenoot André Boesmans.

#### Legislatuur 1989–1994
Lijsttrekkers bij de lokale verkiezingen van 1988 waren Jaco Mertens (CVP), Emiel Gilis (PVV), André Boesmans (SP), André Moreau (VSD), Roland Deboes (Agalev) en Johan Rock (PVDA). Op de kieslijst van de Volksunie kandideerde Eddy Poffé. Opmerkelijke resultaten waren er voor Marcel Logist en Patrick Grootjans (respectievelijk op de 6e en de 5e plaats op de SP-kieslijst), die beide meer stemmen behaalden dan hun kopman. Onder andere Annie Duroi-Vanhelmont (SP) werd verkozen als gemeenteraadslid. Burgemeester werd André Boesmans (SP), hij leidde een coalitie van de SP met de Volksunie en VSD. In 1992, na een crisis binnen de Volksunie, ruilden de twee VU-schepenen Poffé en Valkeniers hun partij voor de VLD. Hun bevoegdheden werden afgenomen en toegewezen aan andere Volksunie-mandatarissen in het schepencollege.

#### Legislatuur 1995–2000
Bij de verkiezingen van 1994 slaagden de liberalen erin om de eenheid terug te vinden. De VSD verdween en André Moreau werd lijsttrekker voor de VLD. Bij de CVP werd de lijst getrokken door Trees Merckx, bij de SP door Marcel Logist, bij Agalev door Roland Deboes en bij de Volksunie door J. Matthijs. Lijsttrekkers voor het Vlaams Blok waren Michel Cologne, voor de PVDA Pieter Dewever en voor de WOW B. Serré. Burgemeester werd Marcel Logist (SP).

#### Legislatuur 2001–2006
Bij de lokale verkiezingen van 2000 vond er bij de liberalen een machtswissel plaats, Eddy Poffé werd lijsttrekker en André Moreau lijstduwer. Een andere opvallende kandidaat op de liberale lijst was voormalig burgemeester van Linter Stef Goris. Bij de SP werd de kieslijst getrokken door Marcel Logist, bij CVP door Jos Hermans en bij het Vlaams Blok door Wim Van Dijck. Lijsttrekker voor VU-ID was Luc Degeest en bij Agalev Roland Deboes. Eddy Poffé (VLD) sloot een coalitie met de CVP en werd aangesteld als burgemeester. In 2007 verliet Stef Goris de VLD en sloot hij aan bij Lijst Dedecker (LDD), hij werd hierin gevolgd door André Hoebrechts, Arthur Dumont en Philippe Smets.

#### Legislatuur 2007–2012
Na het uiteenspatten van de Volksunie tijdens de vorige legislatuur kwamen de etnisch nationalisten bij de gemeenteraadsverkiezingen van 2006 in verdeelde slagorde op. Spirit vormde een kartel met de sp.a en de N-VA kwam samen met de CD&V op. VLD van zijn kant sloot een kartel met Vivant. Lijsttrekkers waren Marcel Logist (sp.a-Spirit), Eddy Poffé (VLD-Vivant), Jos Hermans (CD&V-N-VA), Bernadette Stassens (Groen) en Johny Van Stiphout (Vlaams Belang). Opmerkelijke kandidaat op de kieslijst van CD&V-N-VA was voormalig Vlaams Blokker Michel Cologne, ook Katrien Partyka stond deze verkiezingen op deze lijst. Burgemeester werd Marcel Logist (sp.a), die een coalitie sloot met CD&V-N-VA.

#### Legislatuur 2013–2018
Bij de verkiezingen van oktober 2012 trokken de liberalen opnieuw in verdeelde slagorde naar de kiezer. Enerzijds was er de Open Vld-lijst met Bram Delvaux en anderzijds de scheurlijst Libertas-Blauw met Marc Dewaelheyns als lijsttrekker. Deze kieslijst werd gesteund door André Moreau, ook voormalig LDD'ers Hoebrechts en Smets stonden op deze kieslijst. Lijsttrekker bij sp.a was Marcel Logist, bij Groen Tom Roovers en bij CD&V Katrien Partyka. De kieslijst van Vlaams Belang werd getrokken door Johny Vanstiphout, die van N-VA door Johan Dewolfs en die van VLOTT door Marc Moorhem. Opvallende kandidaat bij sp.a was voormalig LDD'er Dumont. Er werd een coalitie gevormd tussen sp.a en CD&V, met Marcel Logist (sp.a) als burgemeester en Katrien Partyka (CD&V) als eerste schepen. In het college van burgemeester en schepenen waren er van de 6 andere schepenen 2 christendemocraten en 4 socialisten. De partijen hadden samen 17 van de 31 zetels in de gemeenteraad.
Kort na de verkiezingen verliet voormalig schepen Marc Soens de sp.a, en richtte zijn eigen partij op, de 'Partij van en voor Inwoners' (PVI). In 2014 verliet Annemie Minten de N-VA en richtte samen met voormalig (niet-verkozen) partijgenoot Danny Puyneers Tienen+ op. Bij het opmaken van de begroting 2015, leidde de meerderheid eind 2014 tot politieke instabiliteit nadat CD&V de coalitie uit onenigheid opblies. Daarop werd beslist de structurele onbestuurbaarheid vast te stellen en nieuwe coalitiegesprekken op te starten. CD&V probeerde de krachten te bundelen met N-VA, Open Vld en Groen, maar slaagde er niet in om een finaal akkoord te bereiken. Op 29 december 2014 sloten de lokale afdelingen van de partijen Groen, sp.a en Open Vld een nieuw bestuursakkoord en vormden een nieuwe meerderheid met 18 van de 31 zetels. Wanneer de onbestuurbaarheid zou zijn vastgesteld door de Vlaamse Regering zou de gemeenteraad met Bram Delvaux een nieuwe burgemeester voordragen en nieuwe schepenen kiezen. Het schepencollege zou vanaf dan bestaan uit een liberale burgemeester, 3 liberale schepenen, 4 socialistische schepenen en 1 groene schepen. Echter was er bij de installatievergadering geen meerderheid in de gemeenteraad om deze nieuwe weg voor Tienen op te gaan. De coalitie verloor haar meerderheid door interne onenigheid bij de sp.a. Schepen Grootjans stemde tegen en raadslid Marie-Claire Loozen bleef afwezig op de zitting. Daarop werden door sp.a nieuwe coalitiegesprekken opgestart met CD&V en N-VA, maar ook dit leidde tot niets. Vervolgens werden gesprekken opgestart tussen CD&V, N-VA, Open Vld en Groen. Deze vier partijen bereikten na een eerdere mislukte poging een finaal akkoord in de nacht van 9 op 10 juli 2015. Na 10 jaar meerderheid werden de socialisten naar de oppositiebanken verwezen. CD&V leverde de nieuwe burgemeester van Tienen, met name Katrien Partyka. In september 2015 nam Logist ontslag als gemeenteraadslid.
In maart 2015 werd voormalig schepen Grootjans uit de sp.a gezet en zetelde vanaf dan als onafhankelijk raadslid. In juli 2015 trad Puyneers, na het overlijden van Kurt Fontaine (N-VA), toe tot de gemeenteraad. Hierdoor telde Tienen+ voortaan twee verkozenen. In mei 2017 kwam daar een derde raadslid bij, na de overstap van Loozen die in januari 2016 uit de sp.a was gezet. In augustus 2017 kwam het tot een breuk binnen Tienen+, waarbij Loozen uit Tienen+ werd gezet. Samen met o.a. Minten richtte ze vervolgens de 'Burgerbeweging' op. Eveneens in augustus 2017 verlieten schepen Jos Mombaers (Open VLD) en voormalig schepen Bernard Vandereyken (CD&V) hun partij om Tienen Vooruit! op te richten. In juni 2018 maakte ook Minten bekend aan te sluiten bij deze partij. Dezelfde maand ten slotte maakte Grootjans zijn overstap naar Tienen+ bekend.

#### Legislatuur 2019–2024
Een coalitie van CD&V, N-VA, Open VLD en Groen bestuurde de stad. Katrien Partyka (CD&V) was burgemeester en bevoegd voor Veiligheid, handhaving en strategisch beleid. De schepenen waren Bram Delvaux (Open VLD, Ruimtelijke ordening en financiën), Gijsbrecht Huts (N-VA, Interne en externe dienstverlening), Tom Roovers (Groen, Infrasctructuur), Wim Bergé (CD&V, Vrije tijd), Eddy Poffé (Open VLD, Werk en economie), Paul De Cort (Groen, Mobiliteit en duurzaamheid) en Ine Tombeur (N-VA, Mensen). Paul De Cort werd vanaf 2022 vervangen door Liesbeth Vanderloock (CD&V).

#### Legislatuur 2025–2030
De verkiezingen van 2024 kende een grote verschuiving in de samenstelling en aantal partijen in Tienen.  Een nieuwe burgerpartij (Durf) met lijsttrekker Jonathan Holslag deed haar intreden en behaalde onmiddellijk 13 zetels in de gemeenteraad. De coalitie partij van CD&V en Tienen Vooruit!, genaamd CD&V/Tienen VRT! maar gepromoot onder de naam TeamTienen, met voormalig burgemeester Katrien Partyka als lijsttrekker, werd de tweede grootste partij en behaalde 7 zetels. De lijsttrekker voor de partij Tienen Anders, bestaande uit leden van de partij Vooruit maar ook voormalig CD&V schepen Wim Bergé, was Nele Daenen.  Tienen Anders behaalde 5 zetels. Vlaams Belang haalde 4 zetels met lijsttrekker Elias Cool.  N-VA Plus, bestaande uit leden van de partij N-VA en een aantal liberalen waaronder voormalig burgemeester Eddy Poffé, behaalde met lijsttrekker Ine Tombeur 3 zetels. Tot slot behaalde Open Vld Tienen met lijsttrekker Bram Delvaux één zetel. Groen (lijsttrekker Tom Roovers), PVDA (lijsttrekker Anna Maria Van Aerschot), Toekomst van Tienen (lijsttrekker Eddy Mievis), en DierAnimal (lijsttrekker Gerry Crabbé), konden allemaal geen zetel bemachtigen. Er werd een coalitie gevormd door Durf, Tienen Anders en N-VA Plus. De meerderheidspartij benoemde hun samenwerking als de Feniks-coalitie en heeft een ruime meerderheid van 21 van de 33 zetels.
De eerste gemeenteraad leverde meteen ophef door een nieuwe protocollaire maatregel door het nieuwe bestuur. Een van de vermeende doelen van de coalitie is om politieke vernieuwing te brengen. Een maatregel die daartoe meteen werd genomen, was om de gemeenteraadsleden op alfabetische volgorde te laten zetelen, in plaats van per fractie. Dat werd door oppositielid en oud-burgemeester Katrien Partyka "kleuterklasniveau" en "ongezien in alle westerse democratieën" genoemd. Ze vond dat er "een dedain voor de politiek" uitspreekt en vroeg zich af of de maatregel bedoeld is "om de oppositie monddood te maken". Deze maatregel werd vrij snel terug ingetrokken omdat een aantal gemeenteraadslieden door gebrek aan overleg tijdens de zitting tegen de eigen partij in stemde. Voortaan zetelen alle gemeenteraadslieden terug per fractie.

### Burgemeesters van Tienen sinds 1830
| Tijdspanne | Tijdspanne | Burgemeester                              |
| ---------- | ---------- | ----------------------------------------- |
|            | 1830–1848  | François Van Dormael (Katholiek)          |
|            | 1848–1851  | Louis Goossens (LP)                       |
|            | 1851–1890  | Jacques Delporte (LP)                     |
|            | 1891–1891  | Louis Vinckenbosch (LP)                   |
|            | 1891–1892  | Emile Pardon (waarnemend)                 |
|            | 1892–1904  | Victor Beauduin (LP)                      |
|            | 1904–1905  | Eugène Gilain (LP)                        |
|            | 1905–1910  | Gustave Swinnen (LP)                      |
|            | 1910–1921  | Adrien Dony (LP)                          |
|            | 1921–1943  | Charles De Jaegher (LP)                   |
|            | 1943–1944  | Marcel Engelen (VNV, oorlogsburgemeester) |
|            | 1944–1945  | Charles De Jaegher (LP)                   |

| Tijdspanne | Tijdspanne | Burgemeester            |
| ---------- | ---------- | ----------------------- |
|            | 1945–1955  | Georges Dupont (LP)     |
|            | 1955–1961  | Edgar Rowie (LP)        |
|            | 1961–1964  | Leon Lontie (PVV)       |
|            | 1965–1976  | Rik Boel (SP)           |
|            | 1977–1983  | Jef Coel (CVP)          |
|            | 1984–1986  | Rik Boel (SP)           |
|            | 1986–1994  | André Boesmans (SP)     |
|            | 1995–2000  | Marcel Logist (SP)      |
|            | 2001–2006  | Eddy Poffé (VLD)        |
|            | 2007–2015  | Marcel Logist (sp.a)    |
|            | 2015–2024  | Katrien Partyka (CD&V)  |
|            | 2024-      | Jonathan Holslag (Durf) |

### Resultaten gemeenteraadsverkiezingen sinds 1976
| Partij of kartel     | Partij of kartel                                 | 10-10-1976 | 10-10-1976 | 10-10-1982 | 10-10-1982 | 9-10-1988 | 9-10-1988 | 9-10-1994 | 9-10-1994 | 8-10-2000 | 8-10-2000 | 8-10-2006 | 8-10-2006 | 14-10-2012 | 14-10-2012 | 14-10-2018 | 14-10-2018 | 13-10-2024 | 13-10-2024 |
| Stemmen / Zetels     | Stemmen / Zetels                                 | %          | 31         | %          | 31         | %         | 31        | %         | 31        | %         | 31        | %         | 31        | %          | 31         | %          | 31         | %          | 33         |
| -------------------- | ------------------------------------------------ | ---------- | ---------- | ---------- | ---------- | --------- | --------- | --------- | --------- | --------- | --------- | --------- | --------- | ---------- | ---------- | ---------- | ---------- | ---------- | ---------- |
|                      | PVDA                                             | -          |            | 0,67       | 0          | 0,44      | 0         | 0,45      | 0         | -         |           | -         |           | -          |            | 1,9        | 0          | 2,7        | 0          |
|                      | Agalev1/ Groen2                                  | -          |            | -          |            | 4,181     | 0         | 4,841     | 1         | 5,341     | 1         | 6,12      | 1         | 8,412      | 2          | 9,82       | 3          | 4,22       | 0          |
|                      | BSP1/ SP2/ sp.a-Spirit3/ sp.a4/ Tienen AndersB   | 34,081     | 11         | 36,872     | 13         | 37,172    | 13        | 36,162    | 13        | 29,582    | 10        | 38,643    | 13        | 28,794     | 11         | 16,24      | 5          | 15,0B      | 5          |
|                      | Tienen AndersB                                   | -          |            | -          |            | -         |           | -         |           | -         |           | -         |           | -          |            | -          |            | 15,0B      | 5          |
|                      | Durf                                             | -          |            | -          |            | -         |           | -         |           | -         |           | -         |           | -          |            | -          |            | 31,0       | 13         |
|                      | Tienen Vooruit!1/ CD&V/Tienen VRT!C              | -          |            | -          |            | -         |           | -         |           | -         |           |           |           | -          |            | 11,71      | 4          | 18,5C      | 7          |
|                      | CVP1/ CD&V+N-VAA/ CD&V2/ CD&V Tienen Vooruit!C   | 27,461     | 9          | 22,221     | 7          | 21,831    | 7         | 22,881    | 8         | 20,141    | 6         | 19,58A    | 6         | 18,422     | 6          | 21,72      | 8          | 18,5C      | 7          |
|                      | GBL1/ VU2/ VU&ID3/ CD&V+N-VAA/ N-VA4/ N-VA Plus5 | 5,261      | 0          | 8,912      | 2          | 10,422    | 3         | 2,522     | 0         | 3,233     | 0         | 19,58A    | 6         | 18,264     | 6          | 14,84      | 5          | 11,05      | 3          |
|                      | PVV1/ VLD3/ VLD-Vivant4/ Open Vld5               | 33,21      | 11         | 22,31      | 7          | 17,441    | 6         | 26,443    | 9         | 30,753    | 11        | 21,754    | 7         | 14,245     | 5          | 12,85      | 4          | 4,95       | 1          |
|                      | VSD2/ Libertas-Blauw6                            | 33,21      | 11         | 9,022      | 2          | 8,522     | 2         | 26,443    | 9         | 30,753    | 11        | 21,754    | 7         | 4,276      | 0          | -          |            | -          |            |
|                      | Vlaams Blok1/ Vlaams Belang2                     | -          |            | -          |            | -         |           | 4,571     | 0         | 10,961    | 3         | 13,932    | 4         | 6,672      | 1          | 7,12       | 2          | 11,22      | 4          |
| Anderen(*)           | Anderen(*)                                       | -          |            | -          |            | -         |           | 2,13      | 0         | -         |           | -         |           | 0,96       | 0          | 3,7        | 0          | 1,5        | 0          |
| Totaal stemmen       | Totaal stemmen                                   | 24046      | 24046      | 24402      | 24402      | 24253     | 24253     | 23798     | 23798     | 23765     | 23765     | 24141     | 24141     | 23694      | 23694      | 23892      | 23892      | 16974      | 16974      |
| Opkomst %            | Opkomst %                                        |            |            |            |            | 94,57     | 94,57     | 92,88     | 92,88     | 92,97     | 92,97     | 93,96     | 93,96     | 91,78      | 91,78      | 91,3       | 91,3       | 63,3       | 63,3       |
| Blanco en ongeldig % | Blanco en ongeldig %                             | 3,7        | 3,7        | 5,02       | 5,02       | 5,74      | 5,74      | 5,43      | 5,43      | 4,84      | 4,84      | 4,39      | 4,39      | 5,65       | 5,65       | 5,7        | 5,7        | 2,8        | 2,8        |

De zetels van de gevormde meerderheid staan vetjes afgedrukt. De grootste partij is in kleur. De rode cijfers naast de gegevens duiden aan onder welke naam de partijen telkens bij een verkiezing opkwamen.
(*) 1994: W.O.W. (2,13%) / 2012: VLOTT (2,13%) / 2018: Tienen Plus (3,0%), JES Jong En Sexy (0,7%) / 2024: Toekomst voor Tienen (1,0%), DierAnimal (0,5%)

## Cultuur

### Dialect
- Tiens

### ART
ART, afkorting voor Academie Regio Tienen is de naam voor de academie van Tienen. In ART wordt er aan muziek, beeld, dans, woord en muvo gedaan. In Tienen bevinden zich de hoofdschool aan de Grote Markt (muziek en dans) en het cultuurcentrum (woord). Met meer dan 3000 leerlingen (schooljaar 2019-2020) is de ART een van de grootste muziekscholen van het land.

### Evenementen
- Het Dertienmaal: Bedevaart tussen Hakendover en Grimde (nacht van 16 op 17 januari)
- Kweikersparade: Feest met een parade die de historiek en eigenheden van Tienen uitbeeldt met als hoogtepunt de strijd tussen Thuinas en Oswaldus de draak (elke vijf jaar op of rond 10 oktober)
- Carnavalkermis (van het weekend voor tot het weekend na Aswoensdag)
- Carnavalstoet: door het centrum van Tienen (zaterdag voor Aswoensdag). In de stoet lopen ook stadsreuzen mee.
- Kaarskesprocessie vanuit de Onze-Lieve-Vrouw-ten-Poelkerk op 14 augustus ter ere van Maria-Tenhemelopneming
- Palmprocessie Sint-Germanus kerk (Palmzondag)
- Paardenprocessie te Hakendover (Paasmaandag)
- Erfgoeddag (in de loop van de maand april)
- Hagelanddag: toeristische activiteiten in de 20 gemeenten van het Hageland (1e zondag van juni)
- Tienen kermis (van het voorlaatste weekend tot het laatste weekend van juni, inclusief de daaropvolgende maandag)
- Beiaardconcerten: op de Witlockxbeiaard van de Sint-Germanuskerk op de Veemarkt (iedere woensdagavond in juli en augustus)
- 11 juli-viering: Tienen viert mee met de Vlaamse gemeenschap (ieder jaar rond 11 juli)
- Suikerrock (laatste weekend van juli)
- Folklorestoet (1e zondag van september)
- Open Monumentendag (2e zondag van september)
- Internationale postzegelbeurs (najaar)
- Internationale muntenbeurs - Numismatica (najaar)

### Jeugdbeweging
Tienen heeft verschillende jeugdbewegingen. Zoals de Bergrakkers, FOS 213 De Hinde (FOS Open scouting), Kriko-Bea en Akabe Blits, Chiro, KSA en de KLJ in Hakendover, Oplinter, Vissenaken,...

## Mobiliteit

### Buurtspoorwegen

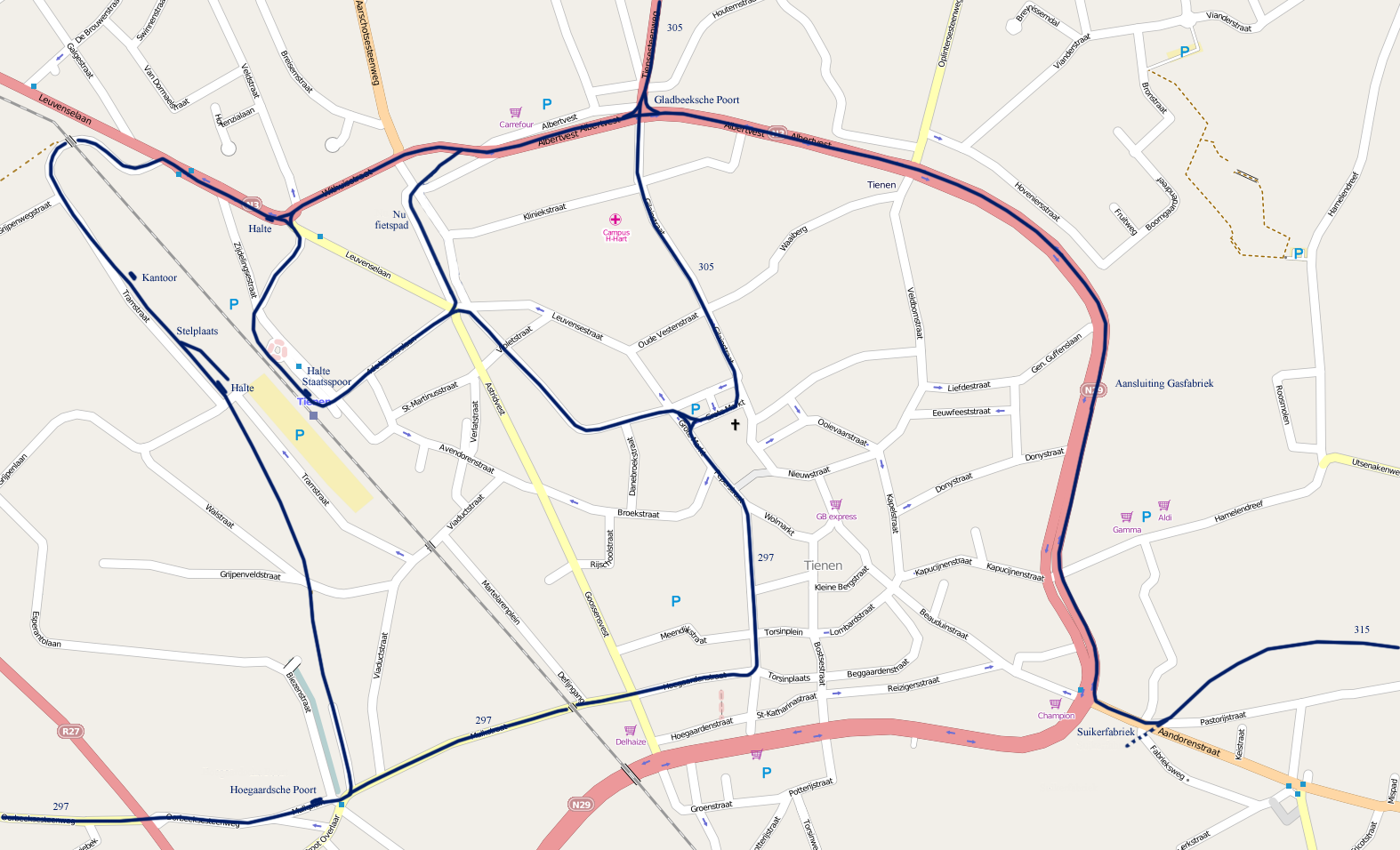
Buurtspoorlijnroutes in Tienen.

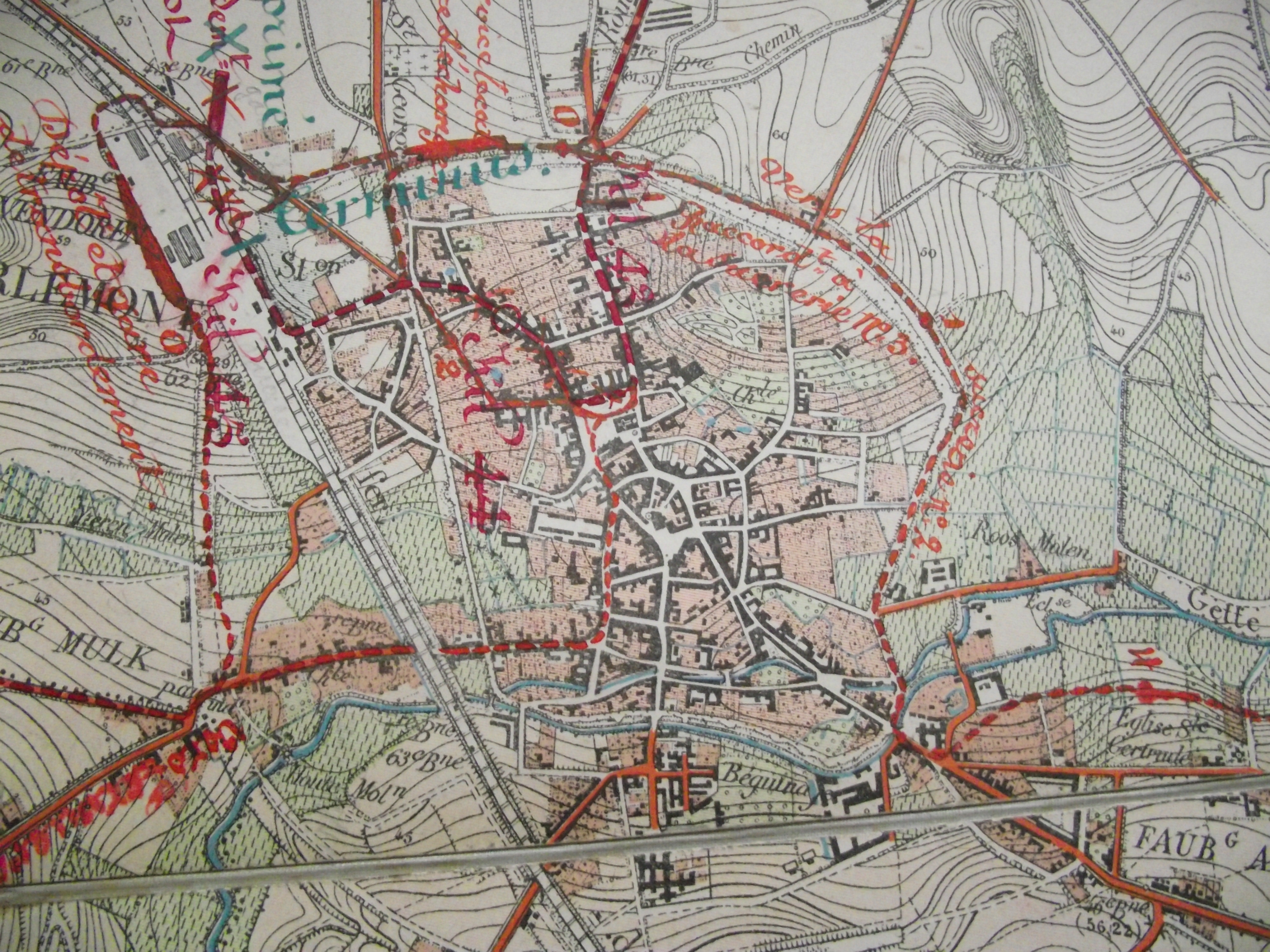
Oorspronkelijke bouwaanvraag (mogelijk uit 1897) van de buurtspoorwegen in Tienen. Afgekruiste tracés werden niet aangelegd. (Archief buurtspoorwegen)

Omstreeks 1900 werden drie buurtspoorweglijnen aangelegd. Dit zijn de volgende lijnen:
- 21 januari 1898: Haacht – Aarschot – Tienen
- 16 juni 1902: Tervuren – Bevekom – Tienen
- 29 september 1907: Sint-Truiden – Tienen (Deze lijn loopt vanaf de suikerfabriek samen met de particuliere normaalsporige aansluiting van de suikerfabriek, tot dicht bij het station Grimde.)

De eerste twee lijnen kregen een tracé door de binnenstad, maar er werd tegelijk een ringlijn aangelegd in verbinding met de suikerfabrieken zodat de zware goederentrams met hun bieten niet door de binnenstad hoefden te rijden. Voor de laatst aangelegde buurtspoorweglijn uit Sint-Truiden in 1907 werd wel een tracé voorgesteld door de binnenstad, maar deze route werd geweigerd en trams moesten de reeds bestaande ringlijn gebruiken. De reizigerstrams bedienden het spoorwegstation aan de stadszijde. Na een spoorvernieuwing in 1930 werden de trams uit de binnenstad geweerd, maar konden wel het spoorstation bereikten. De trams uit Bevekom moesten hiervoor wel een omweg maken langs de ringlijn en de stelplaats aan de achterzijde van het spoorstation. Sommige trams eindigden dan ook bij de stelplaats die redelijk dicht bij het spoorstation gelegen was. Het massale bietenvervoer was het belangrijkste vervoer van de buurtspoorwegen in de streek. Tijdens het oogstseizoen werden de goederenwagens geparkeerd langs de talrijke spooremplacementen in de streek, zodat de boeren deze konden vullen. De goederenwagens werden dan opgehaald en in lange treinen vervoerd naar de suikerfabriek aan de oostkant van Tienen. De meevervoerde aarde werd afgespoeld en teruggebracht naar de boerderijen. De suikerfabriek bestelde in 1915 haar eerste stoomlocomotief. Vanaf 1930 werden de stoomlocomotieven door reizigerstrams vervangen door motortrams.
In de jaren vijftig van de 20ste eeuw werd het buurtspoorwegnet afgebouwd:
- 16 mei 1953: sluiting lijn naar Aarschot voor het reizigersverkeer
- 2 oktober 1954: sluiting lijn naar Sint-Truiden voor het reizigersverkeer
- 29 september 1955: sluiting lijn naar Aarschot voor het goederenverkeer
- 29 november 1959: sluiting lijn naar Bevekom voor het reizigersverkeer. Dit was de laatste spoorlijn met motortrams in Brabant.
- 2 mei 1962: opheffing van de laatste goederentrams op het overblijvende spoornet. Dit was van Nethen (lijn Bevekom) tot Halle-Booienhoven (lijn Sint-Truiden) en Nodevoorde (lijn Geldenaken Sint-Truiden). Op het laatst werden de goederentrams alleen ingezet voor het bietenvervoer in het voorjaar. Na 1962 waren de sporen in zo een slechte staat dat de sporen opgebroken werden.

### Heden
Ten zuidwesten van Tienen loopt de snelweg A3/E40. De stad ligt op spoorlijn 36 (Brussel-Luik). In het stadscentrum staat het station Tienen. Vanuit het busstation gelegen naast het spoorstation vertrekken zowel Vlaamse streekbussen van De Lijn als Waalse bussen van de TEC. Een stadsnet is er echter nooit geweest. Wel zijn er streeklijnen die rechtstreeks industrieterreinen bedienen en niet doorrijden naar het station of het centrum.

## Economie

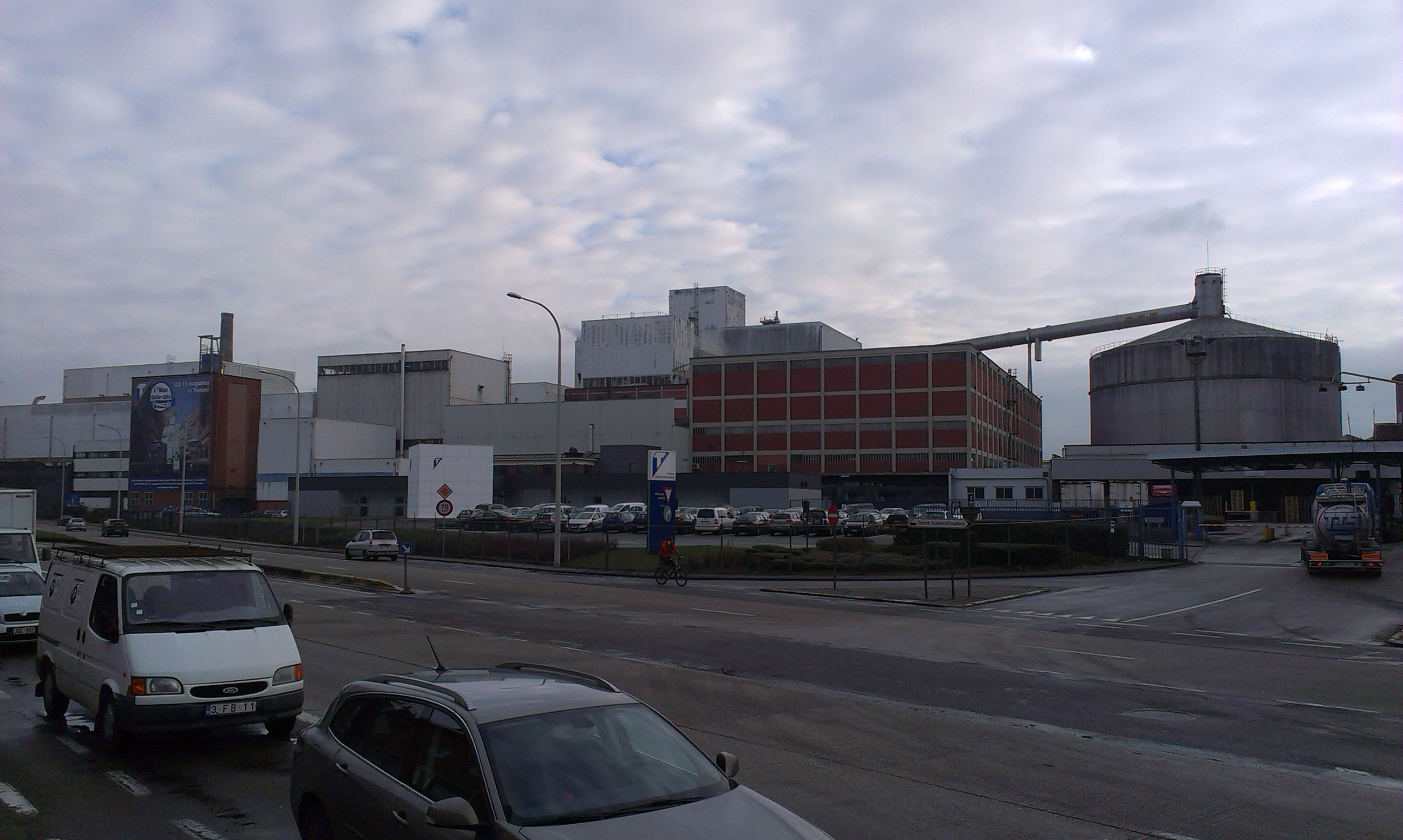
Tiense suikerraffinaderij (2014)

Tienen is van oudsher een industriestad. In tegenstelling tot andere steden in het oosten van Vlaams-Brabant is dit hedendaags nog steeds grotendeels het geval. Een duidelijke illustratie hiervan zijnde dat de relatieve kleine stad beschikt over maar liefst zeven bedrijf- en industriezones die een groot deel van het grondgebied in beslag nemen. De belangrijkste industrie in Tienen is de Tiense Suikerraffinaderij, opgericht in 1836, waar suiker geproduceerd wordt uit suikerbieten. Ook worden in Tienen door een bedrijfsonderdeel van de Bosch Groep in een fabriek met 900 werknemers auto-onderdelen, meer bepaald ruitenwissers, wisarmen en wisbladen ontwikkeld en geproduceerd. SESVanderHave, een bedrijf in suikerbietenzaden, biedt werk aan 230 werknemers. Citrique Belge produceert in haar fabriek citroenzuur en citraten en heeft 250 werknemers. Ook is er een chocolateproducent gevestigd, een afvalverwerkend bedrijf en een verhuurbedrijf voor containers. Dit bedrijf heeft ook een zandgroeve en een betoncentrale.

## Sport
Onder meer volgende sporten kunnen in Tienen beoefend worden:
| - Atletiek - Badminton - Basketbal - Biljart - Bollenspel (Boule Lyonaise) - Boksen - Bowling - Dans - ballet - e.a. - Darts - Diepzeeduiken - Duivenvluchten - Fitness en bodybuilding - Handboog - Hengelsport - Karabijn- en pistoolschieten - Kruisboogschieten - Kubb - Martiale kunsten - Omnisport en recreasport - Ornitologie | - Paard- en ponyrijden - Petanque - Rally-, auto- en motosport - Seniorensport - Skeeleren - Sport voor personen met een beperking - Tafeltennis - Tennis - Triathlon - Turnen - Vliegvissen - Voetbal KBVB - KVK Tienen - Voetbal KBLVB - Volleybal - Wandelen - Wielrennen - Zaalvoetbal - Zweefvliegen - Zwemmen |

Tienen heeft hiervoor verschillende locaties: sportcentrum Het Houtemveld, het Bergéstadion,  zwembad de Blyckaert en verschillende privéfitnesscentra.

## Zustersteden
De stad Tienen verzusterde met de volgende gemeenten:
- Lunéville (Frankrijk) in 1960
- Soest (Duitsland) in 1971
- Valkenswaard (Nederland) in 1973
- Hergiswil (Zwitserland) in 1975
- Bielsko-Biała (Polen) in 1987 (De stedelijke vzw Comité Bielsko Tienen organiseert activiteiten in samenwerking met de gemeente Bielsko-Biała.)
- Hoei (België) in 1993

Tienen onderhoudt ook vriendschappelijke banden met:
- Admont (Oostenrijk) sinds 1981
- Benešov (Tsjechië) sinds 1995

## Peterschap
De stad Tienen is peter van de Groep Duikers-Ontmijners van de Belgische Marine (sinds 1989) en het Regiment 4de Lansiers (sinds 1962).

## Foto's

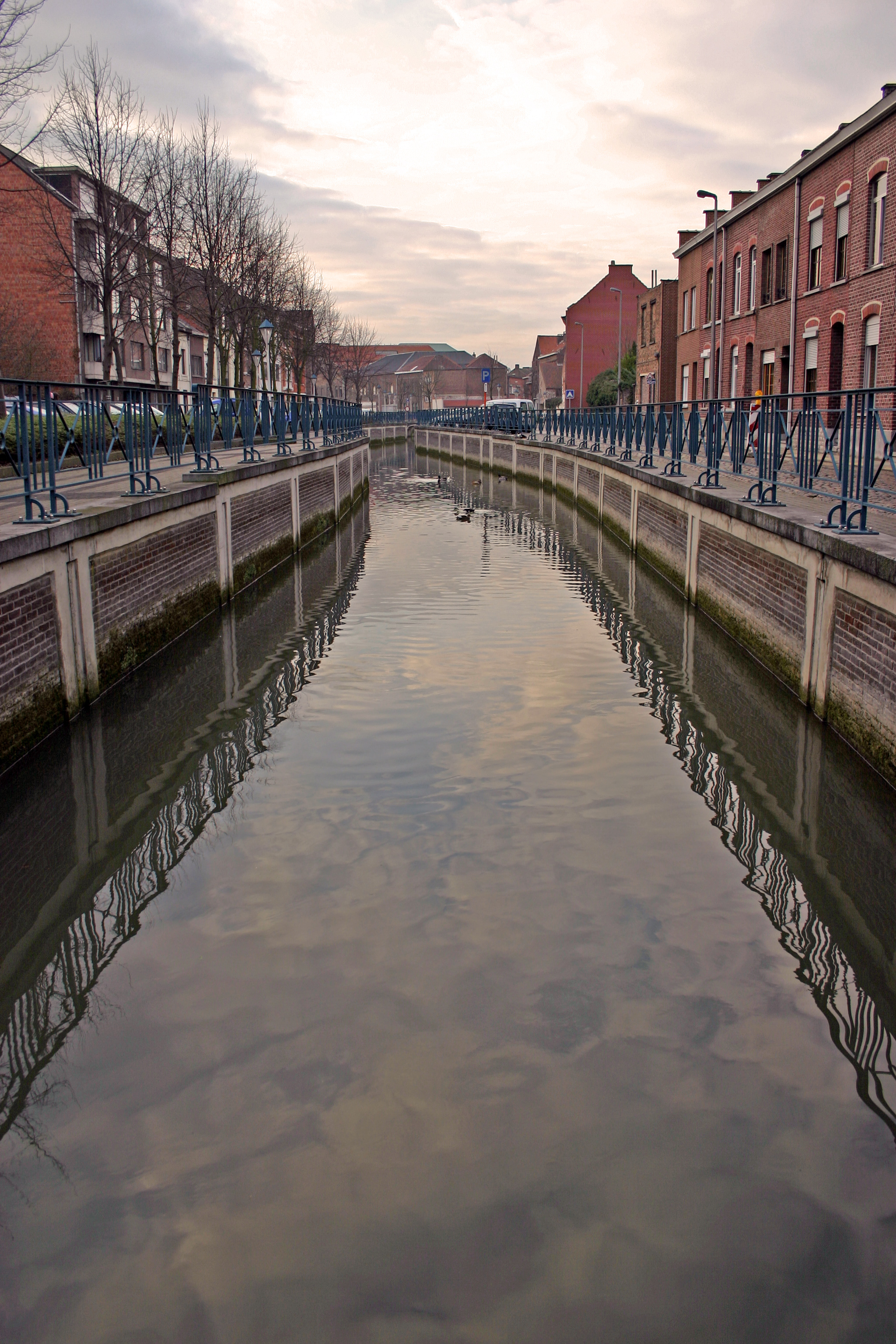
Grote Gete
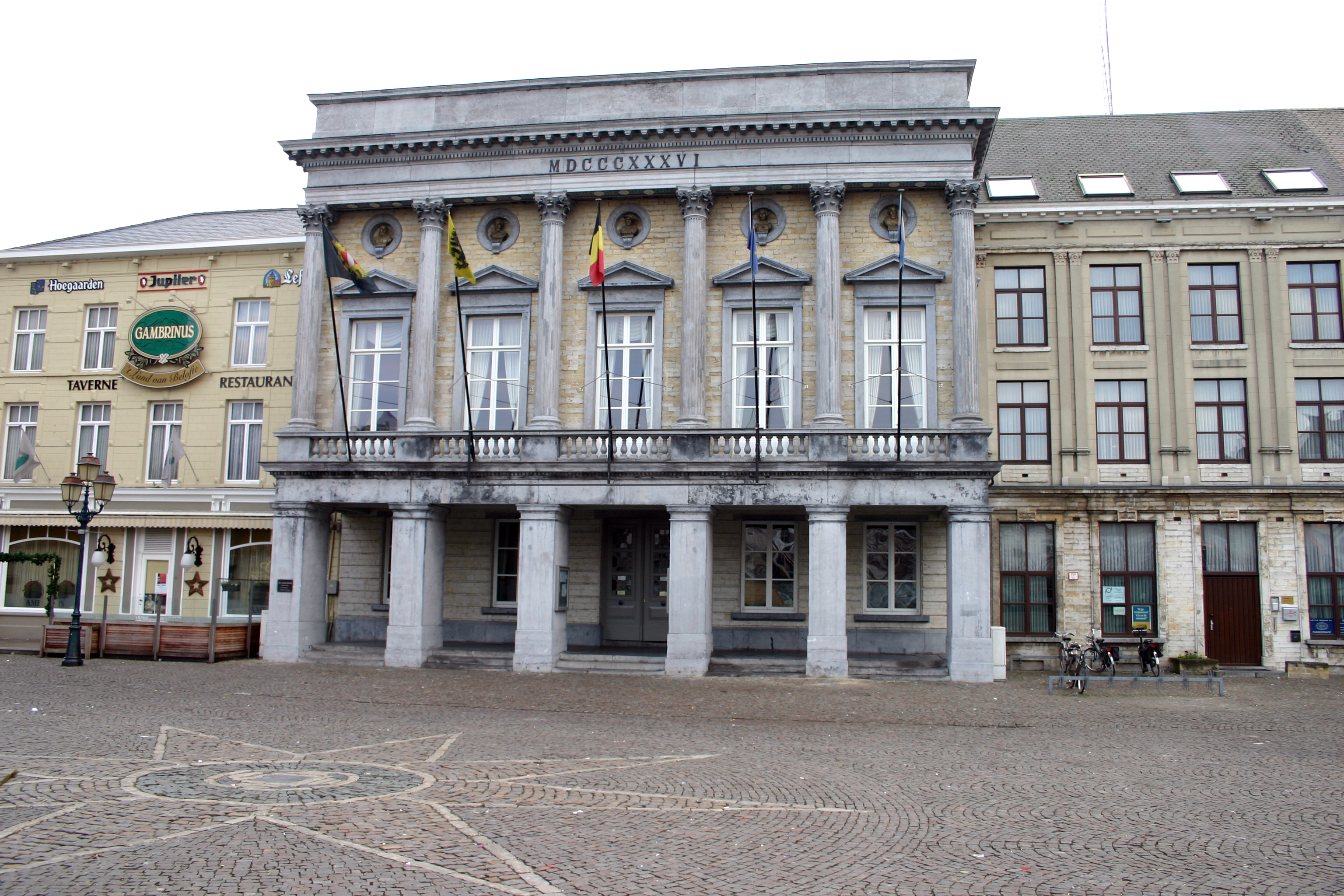
Het stadhuis
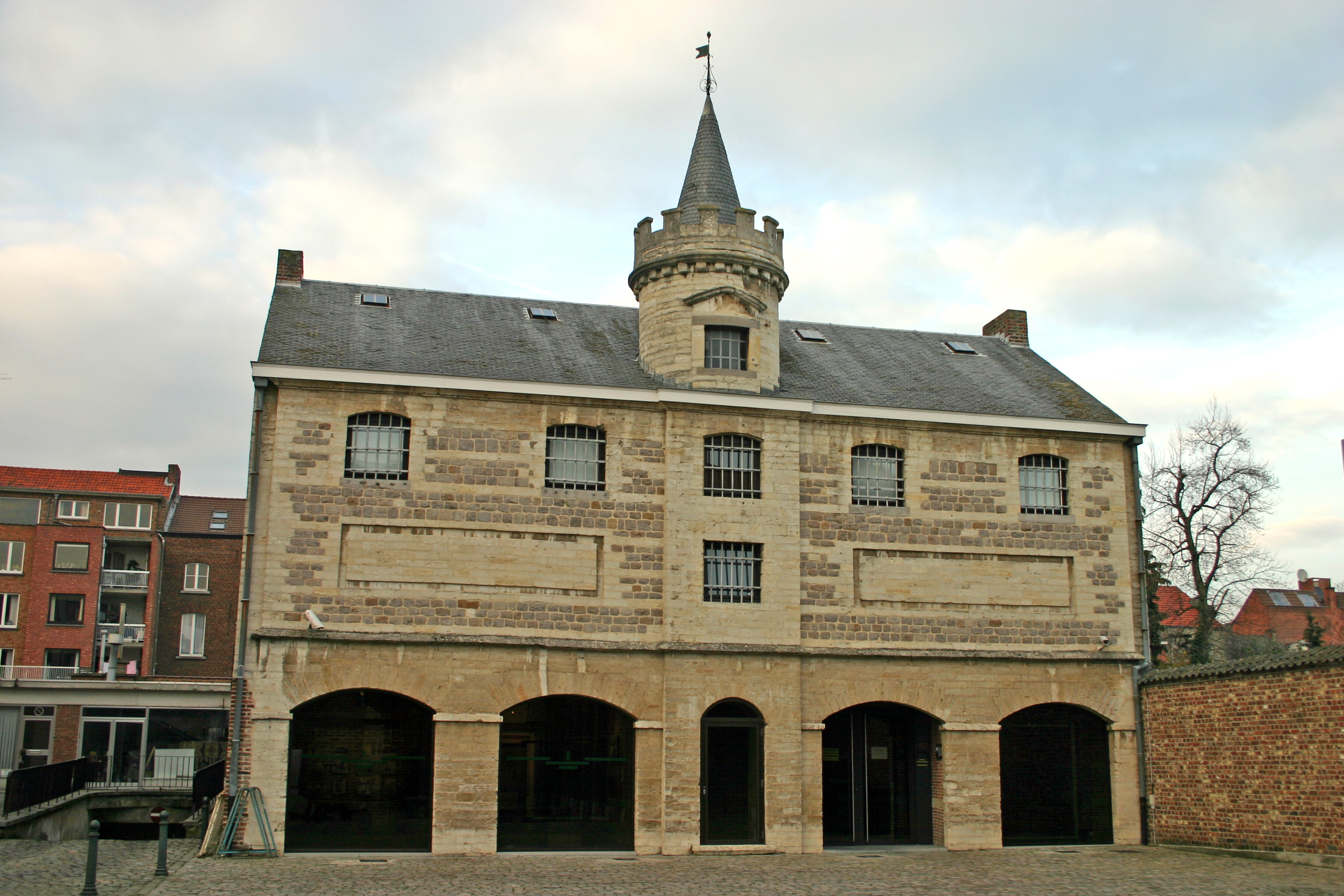
Museum Het Toreke
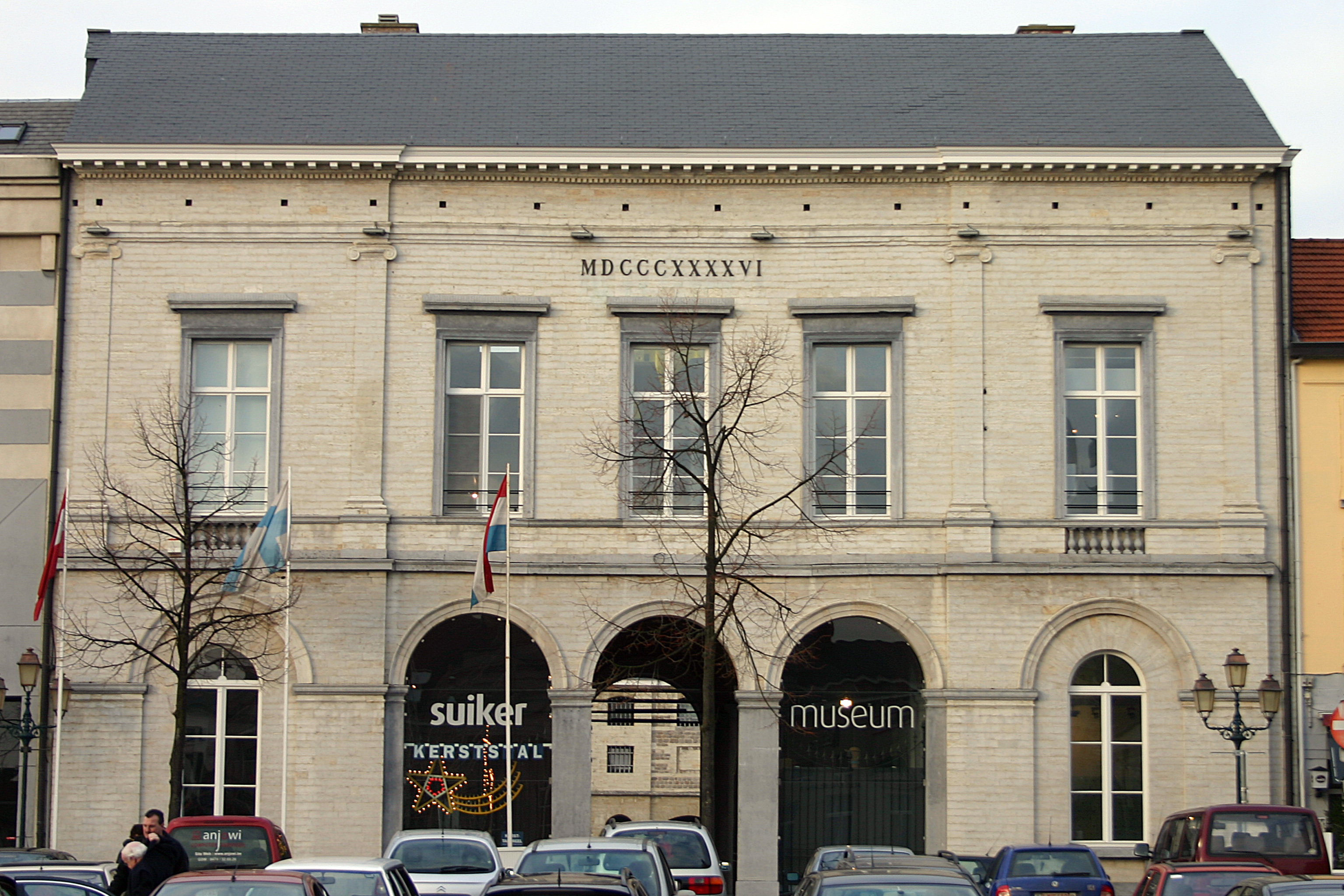
Het Suikermuseum
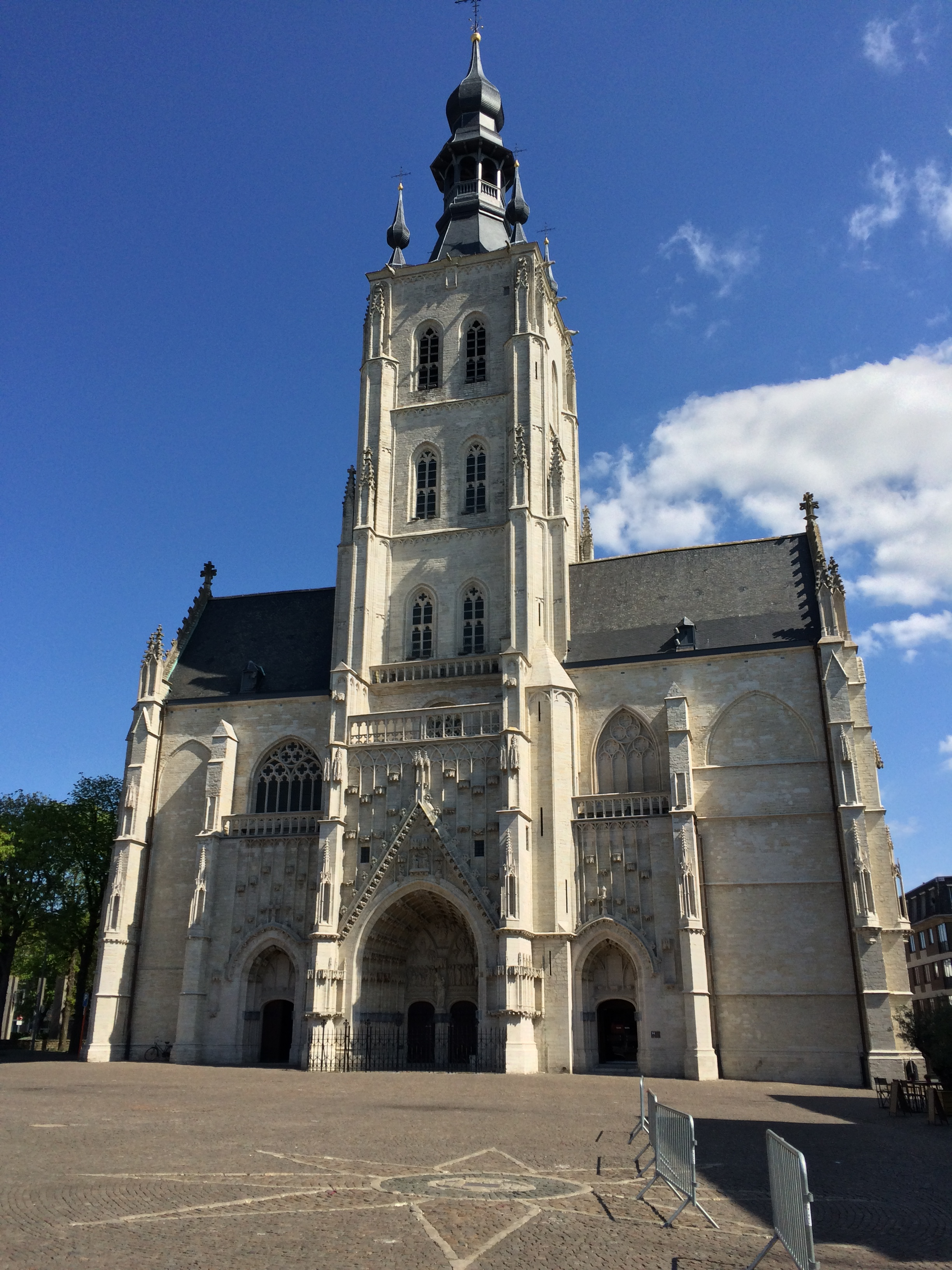
OLV Ten Poel kerk
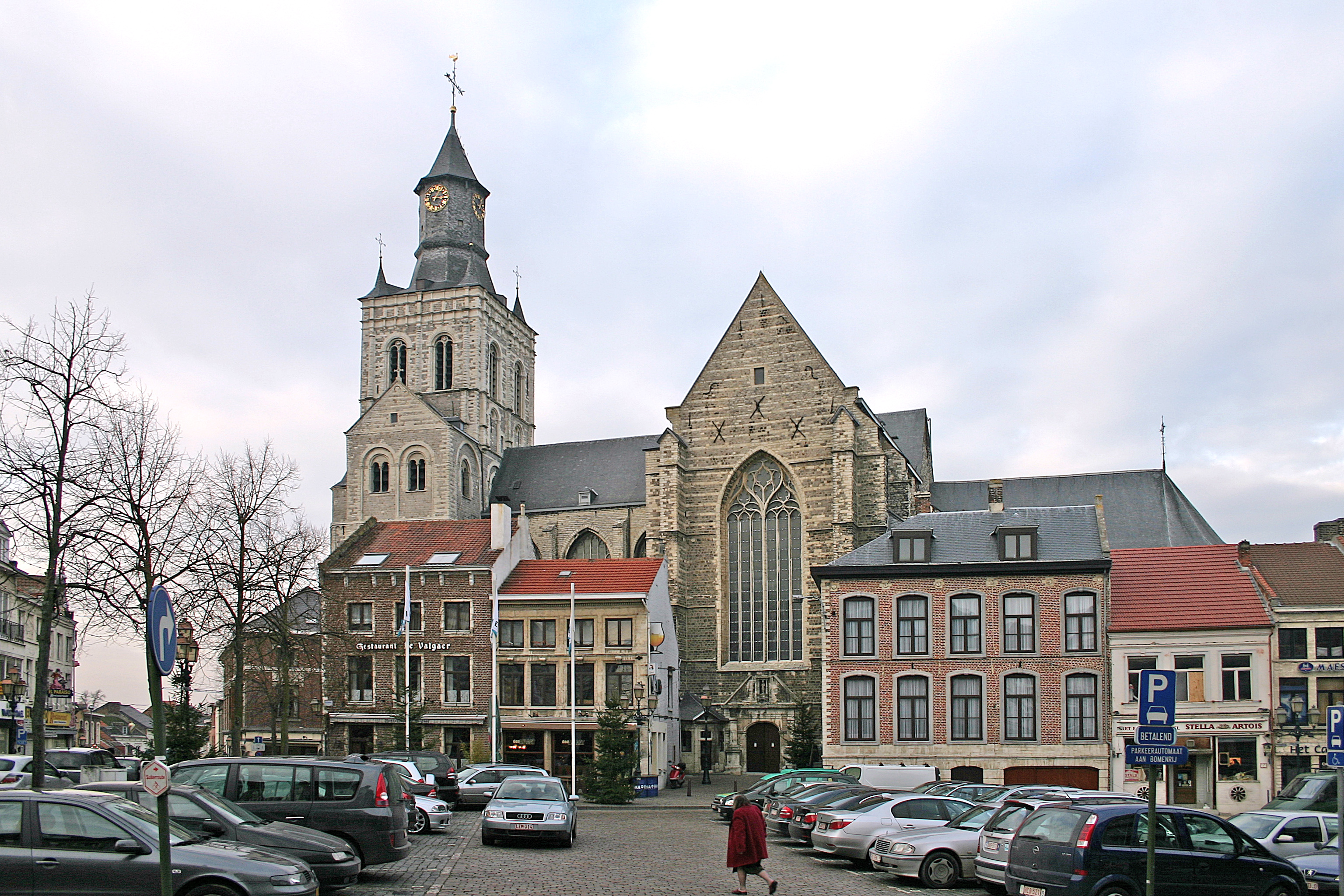
Sint-Germanuskerk
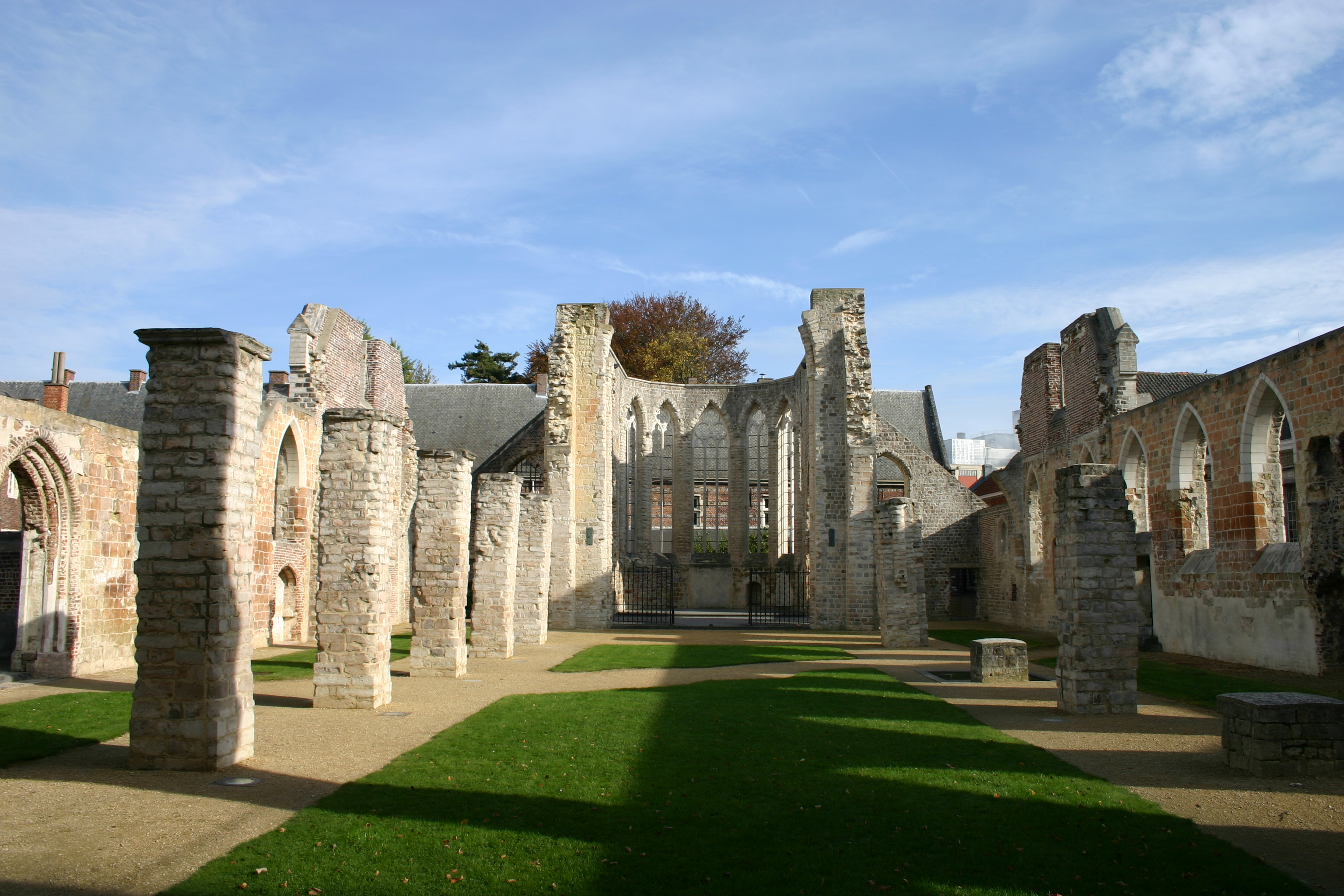
Paterskerk
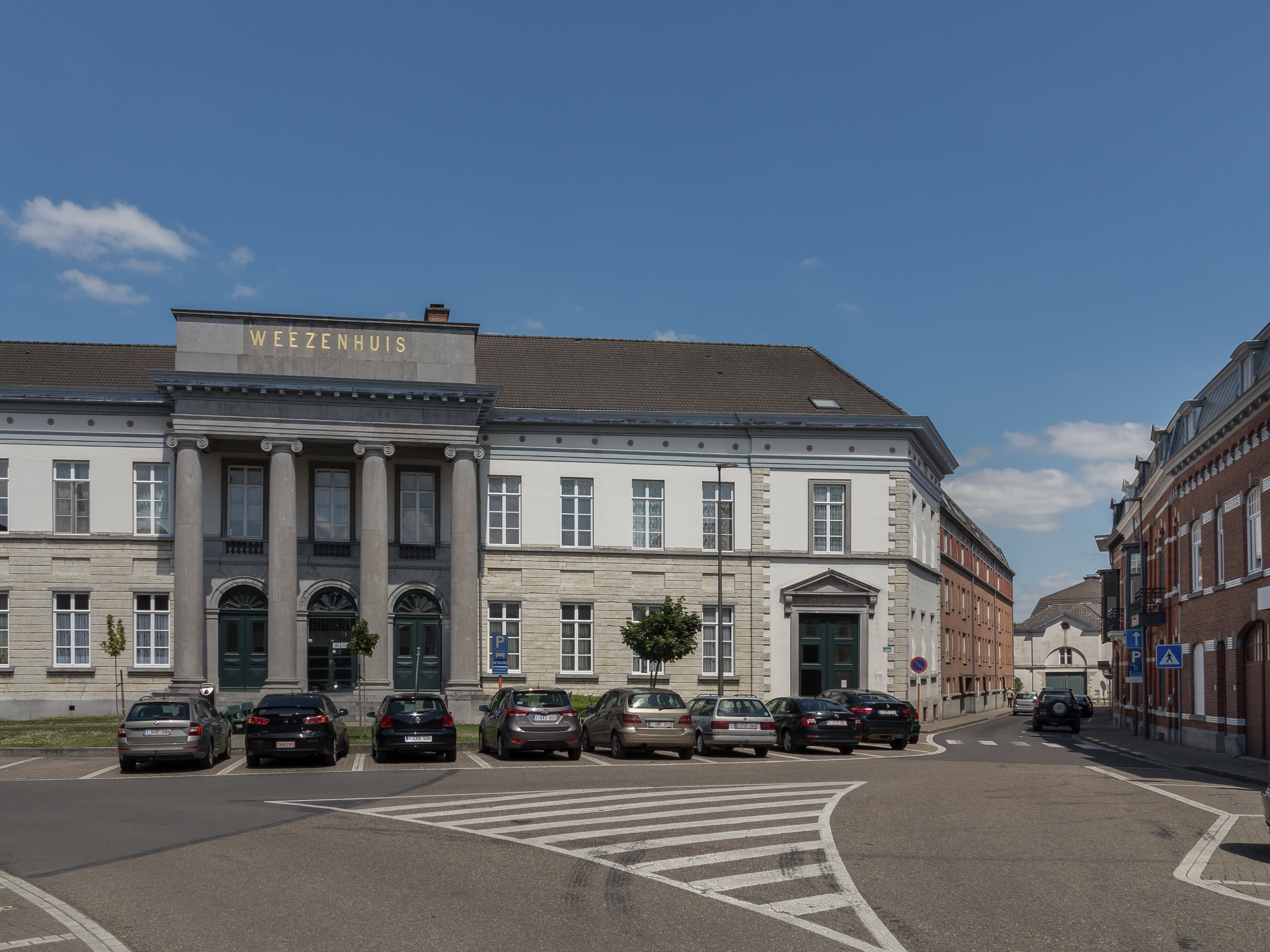
Voormalig weeshuis
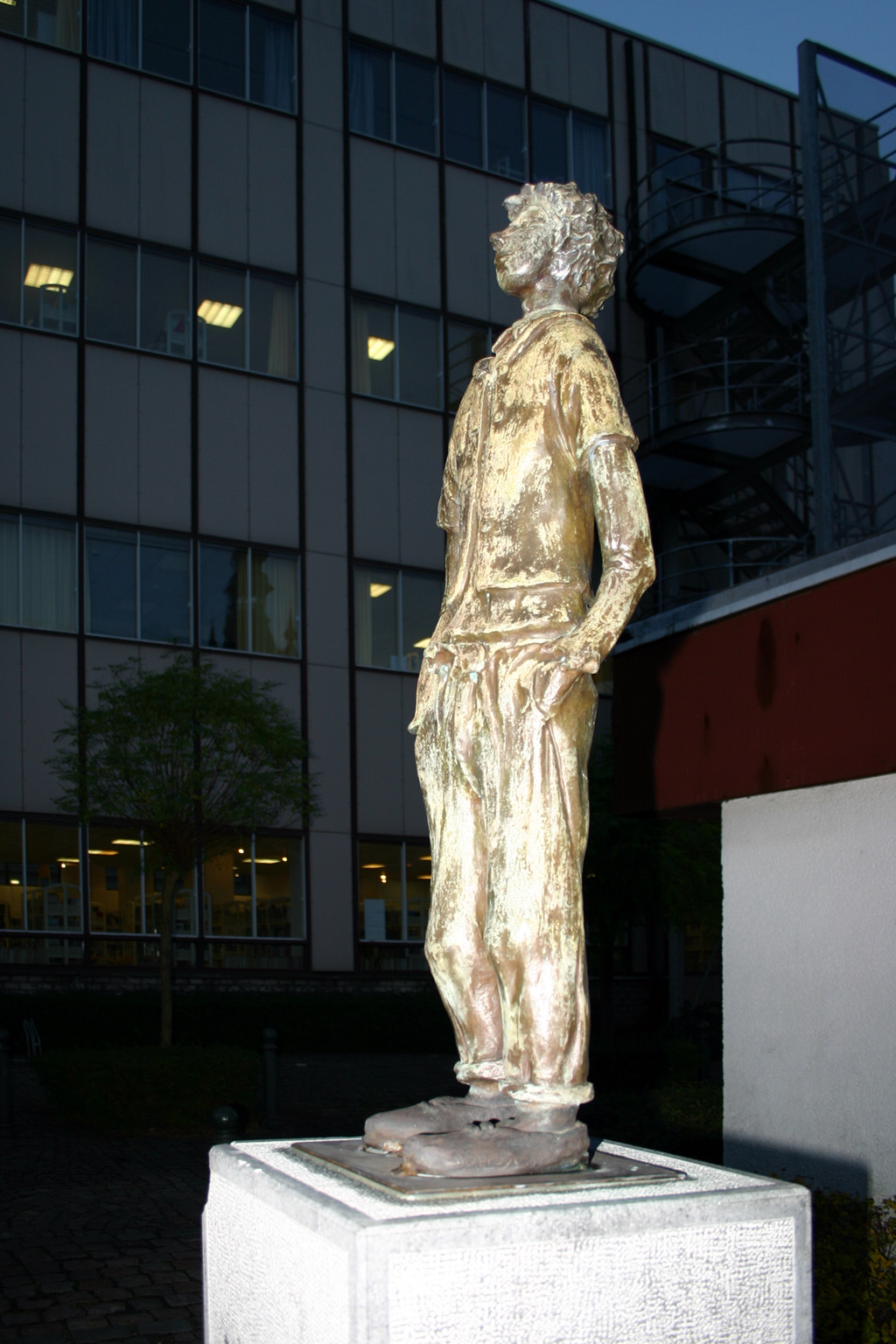
Pikke Stijkès
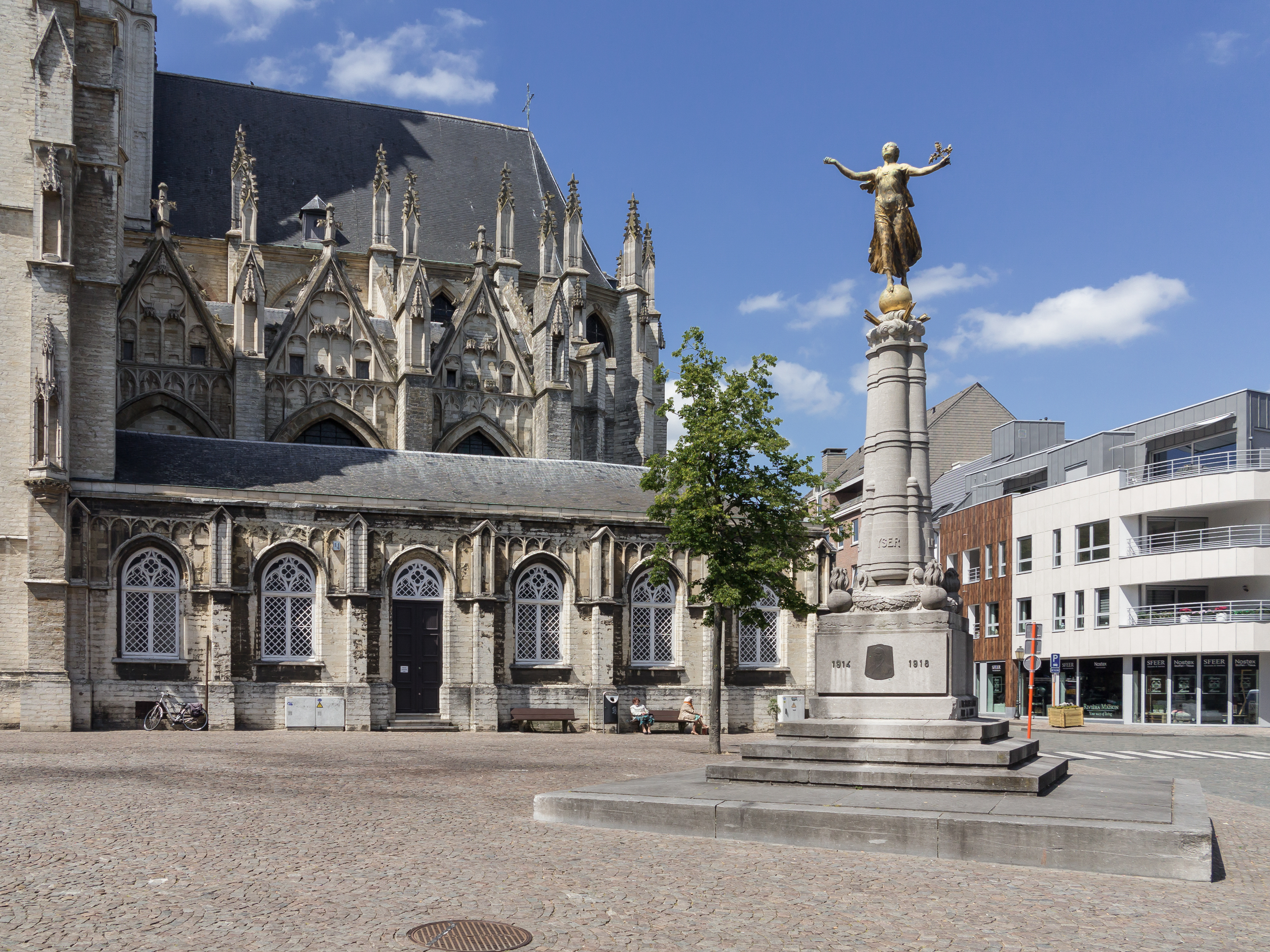
Oorlogsmonument bij de parochiekerk
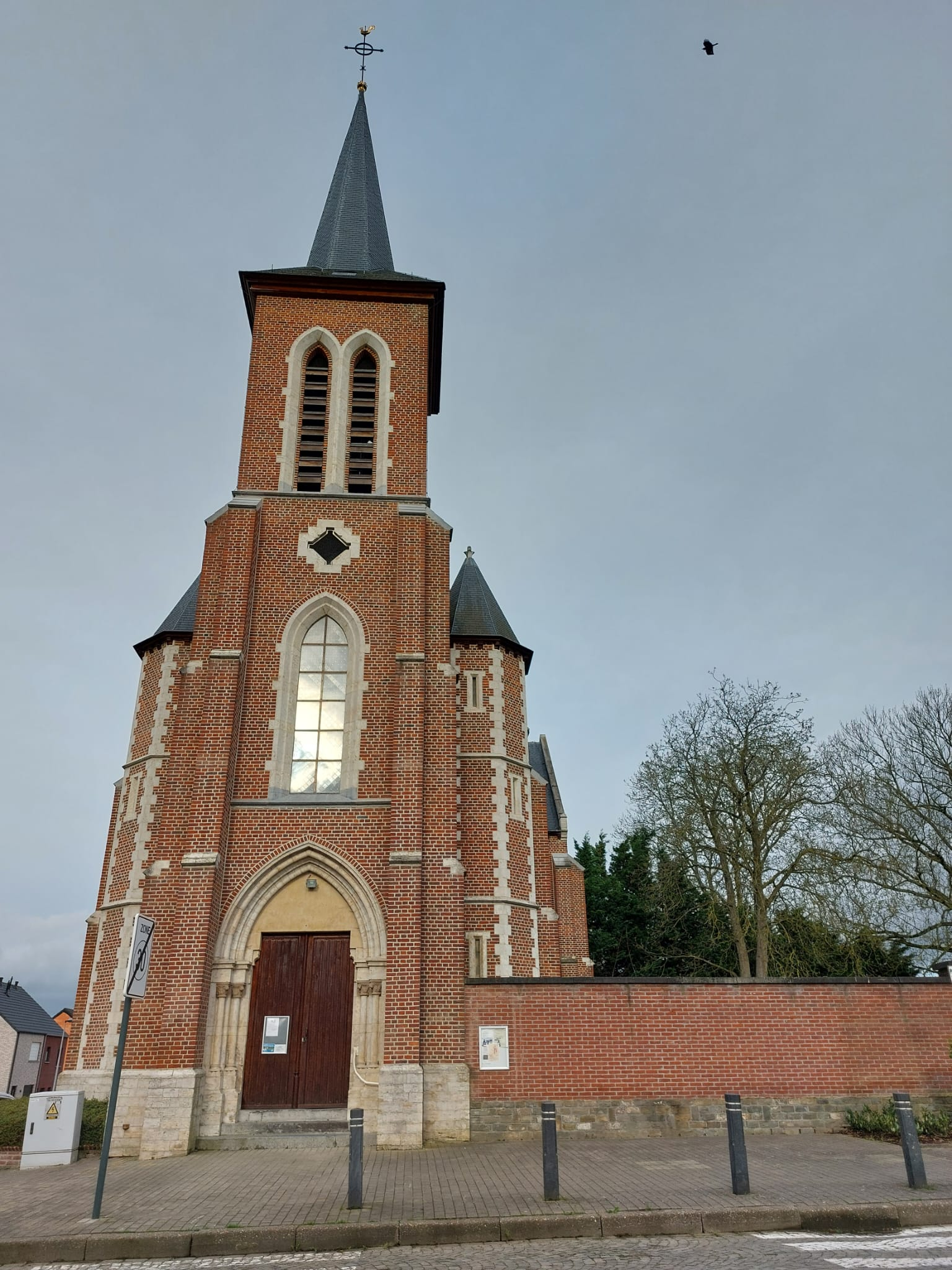
Sint-Odulfhuskerk te Bost
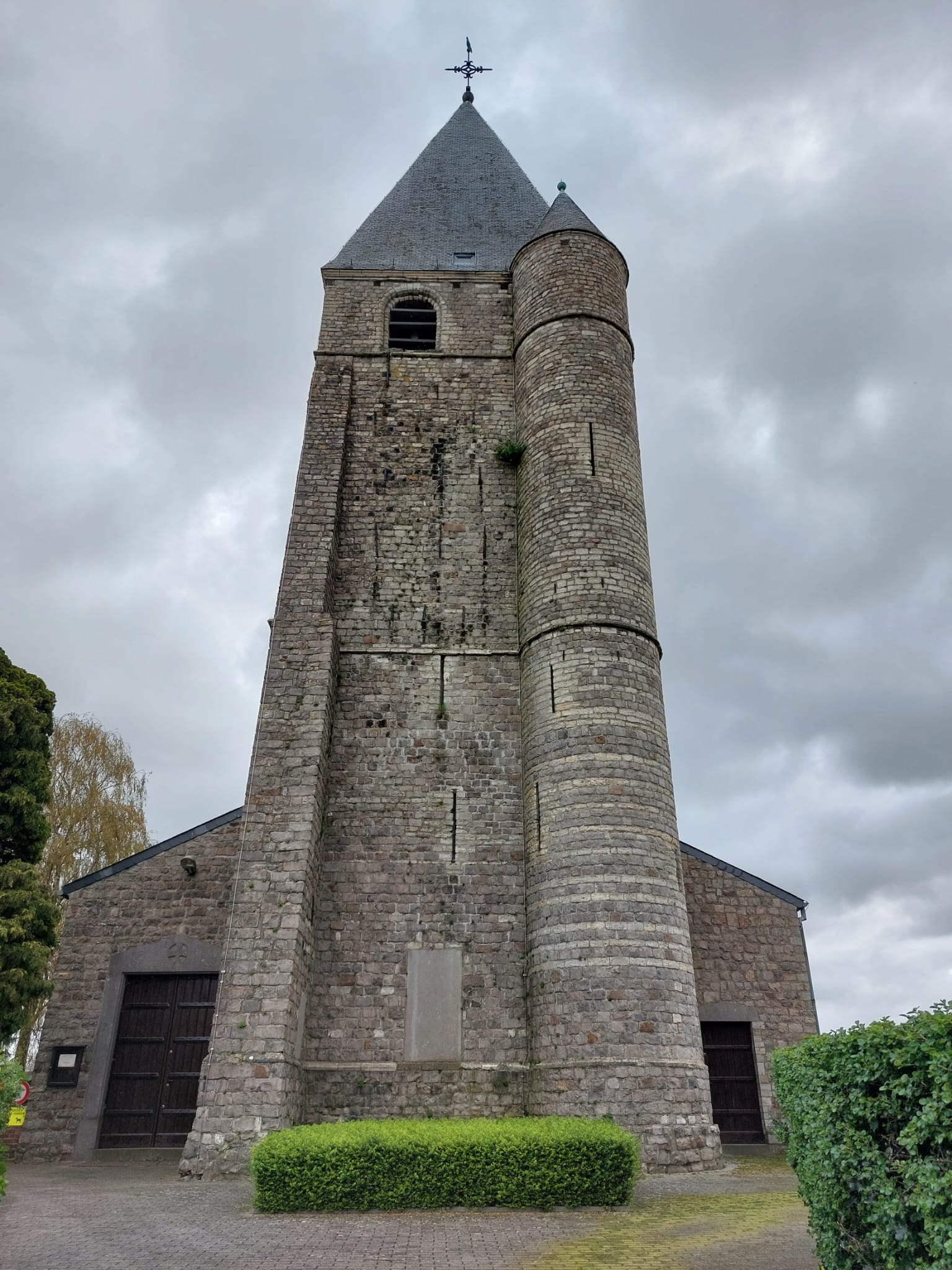
Sint-Laurentiuskerk te Goetsenhoven
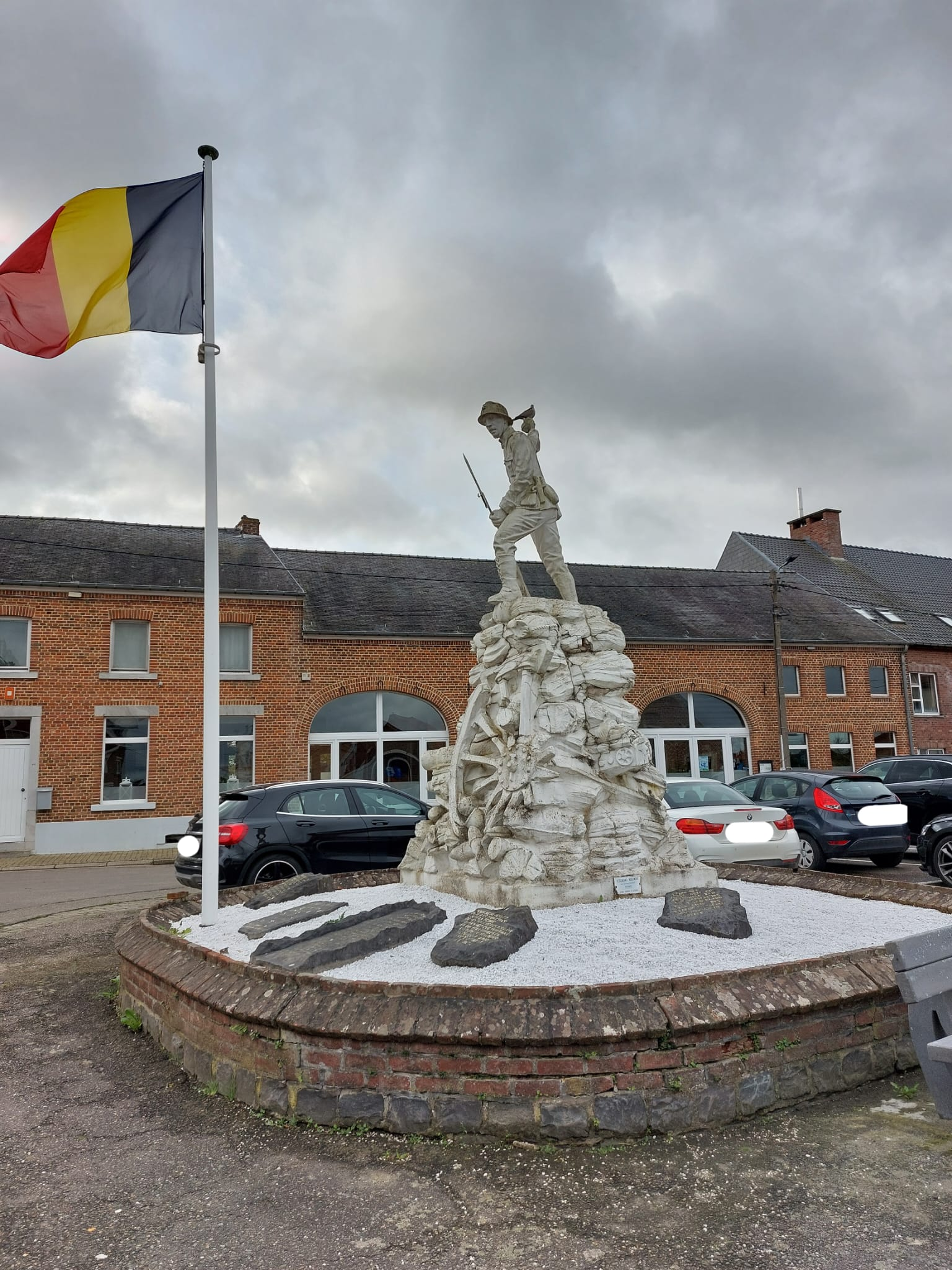
Oorlogsmonument te Goetsenhoven
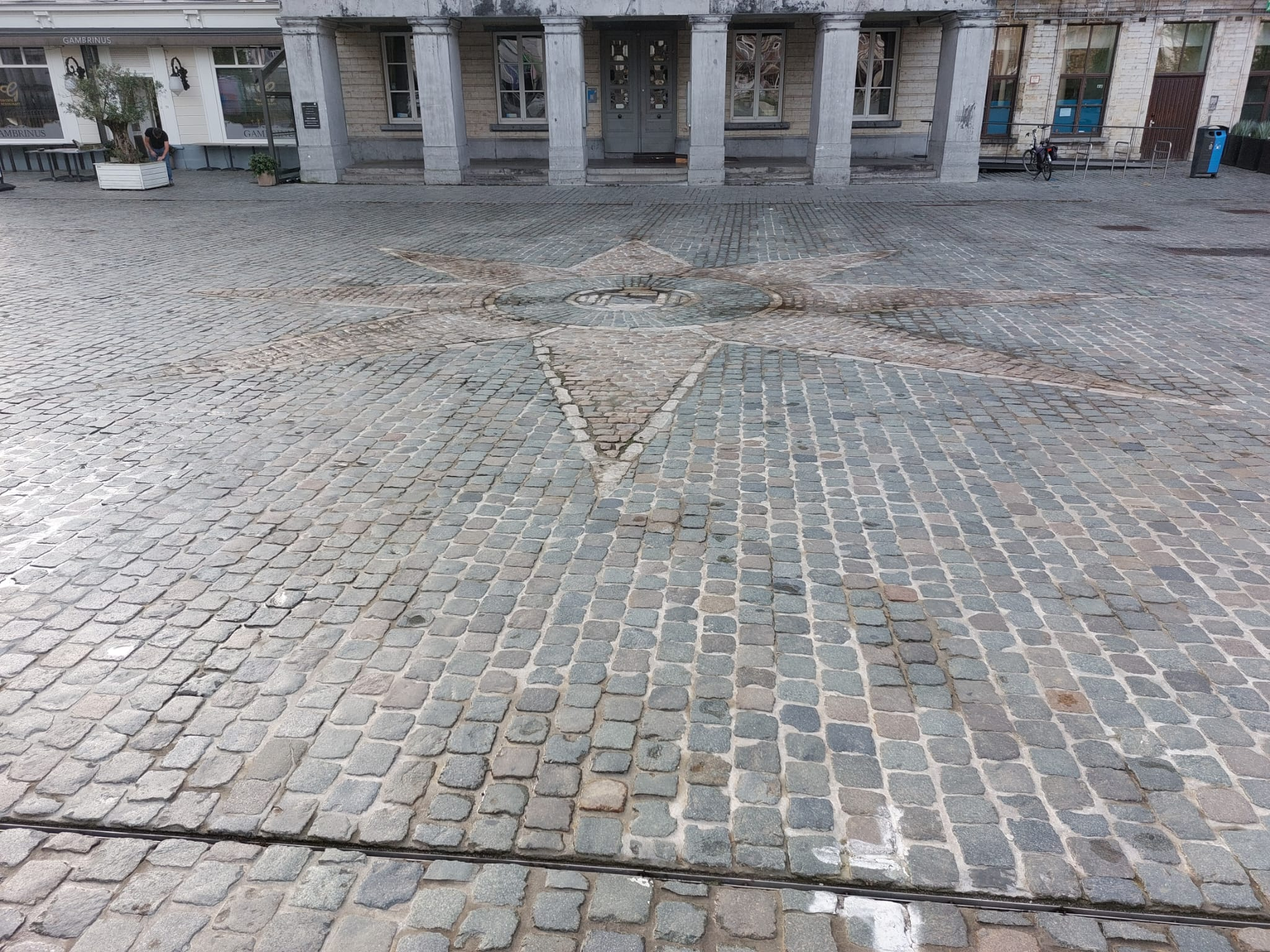
De Ster (of windroos)
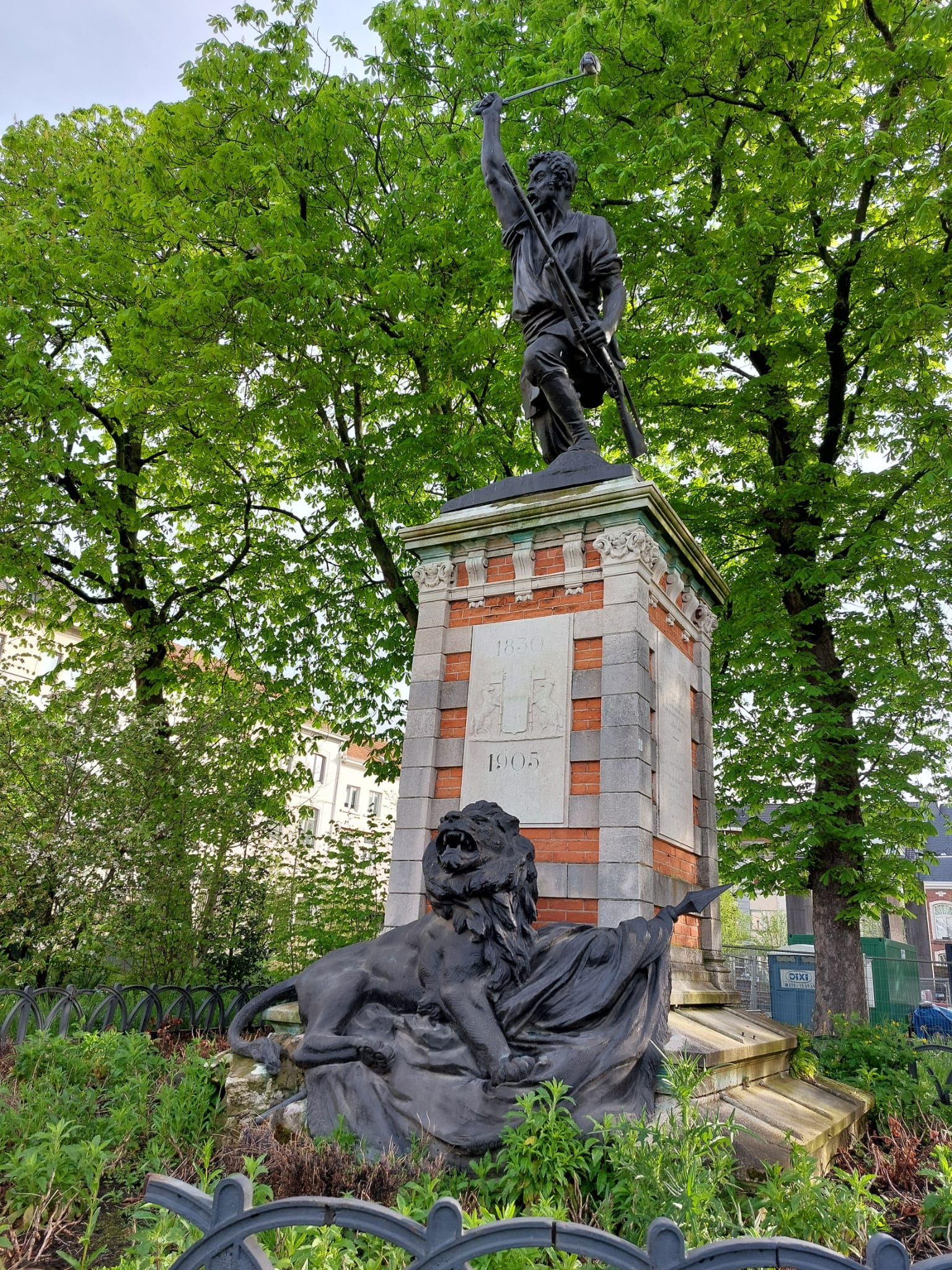
Standbeeld 'De Groene'
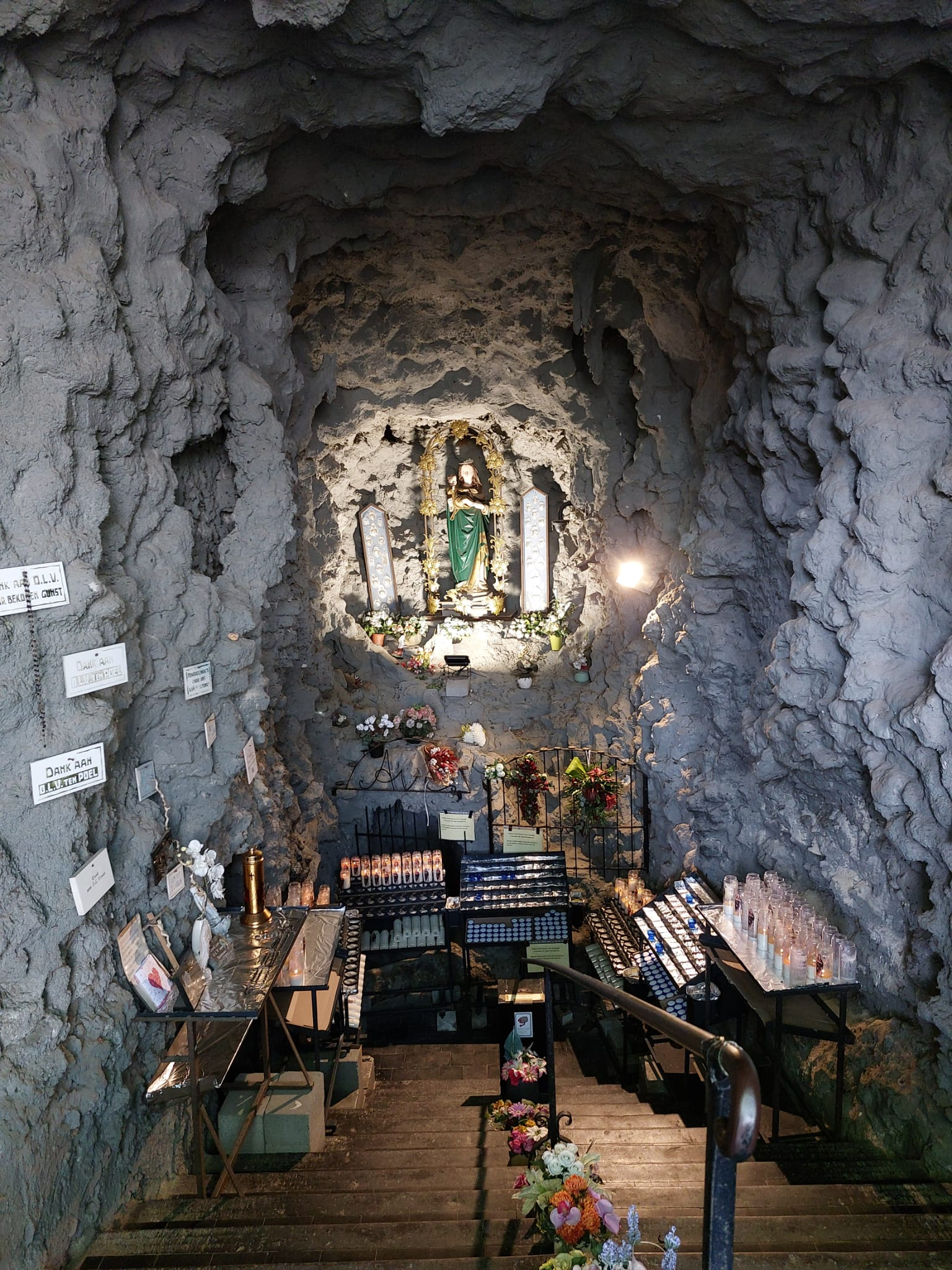
Kapel Onze-Lieve-Vrouw-ten-Poel
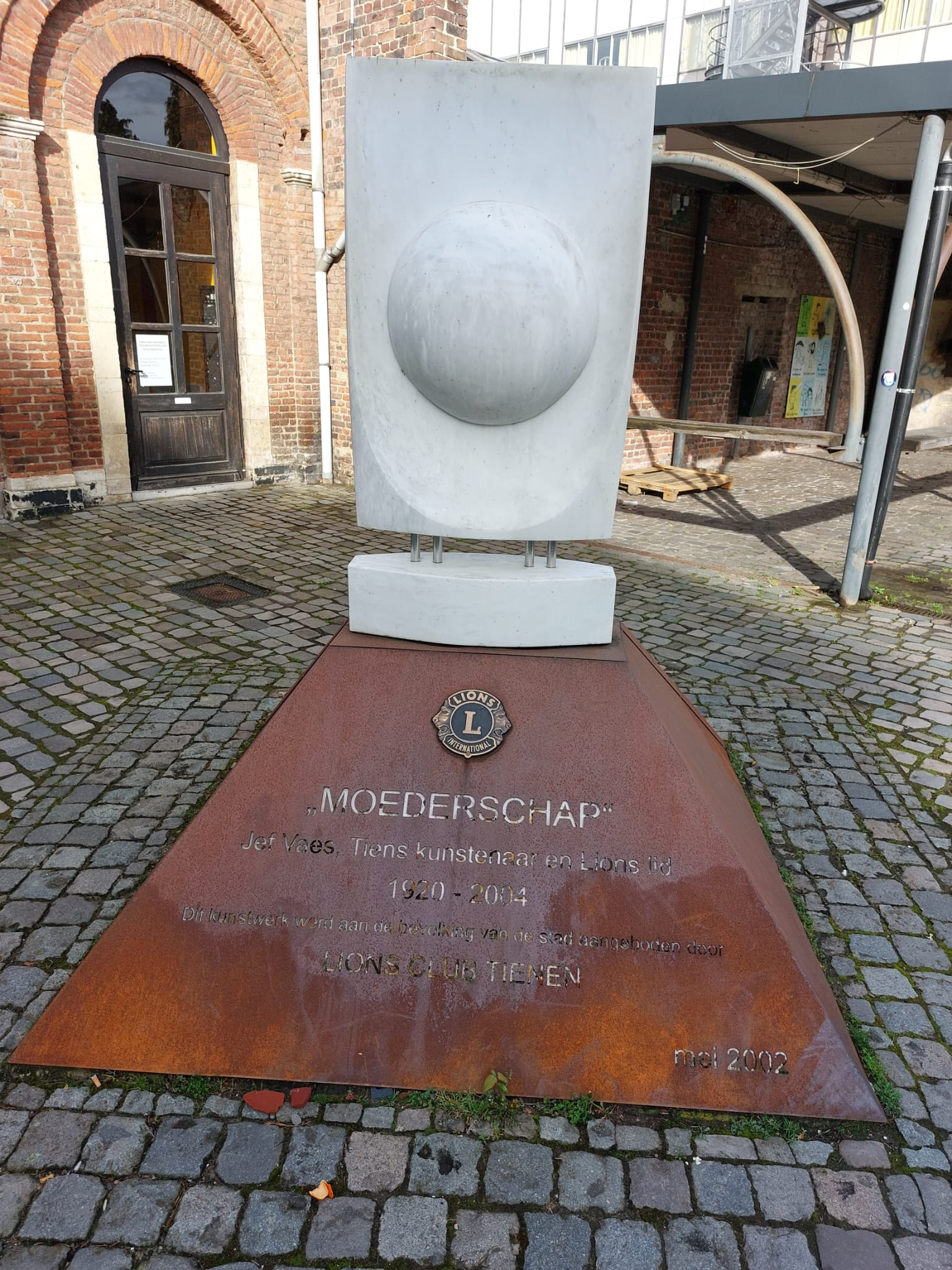
Kunstwerk Moederschap
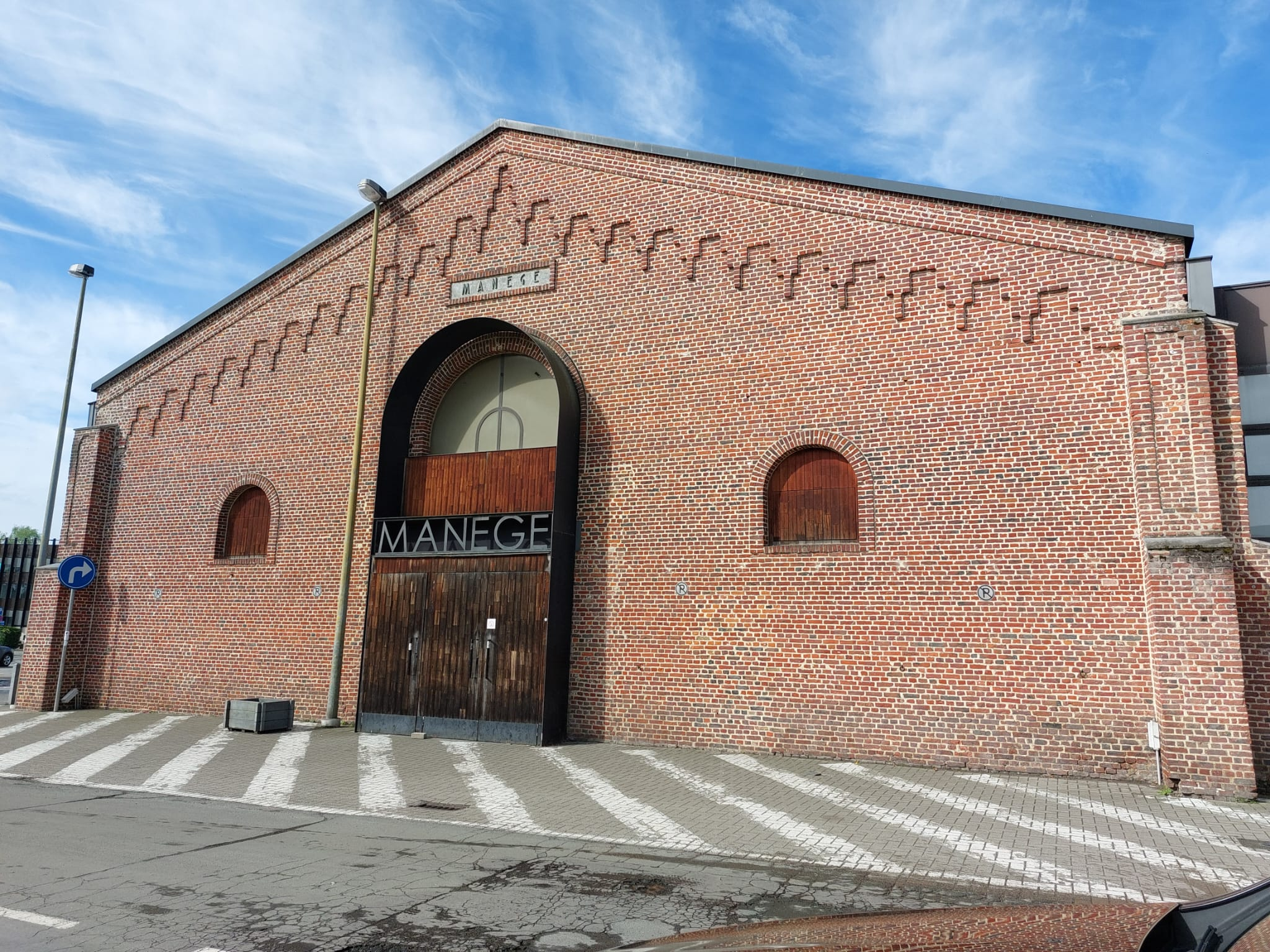
Manege te Tienen
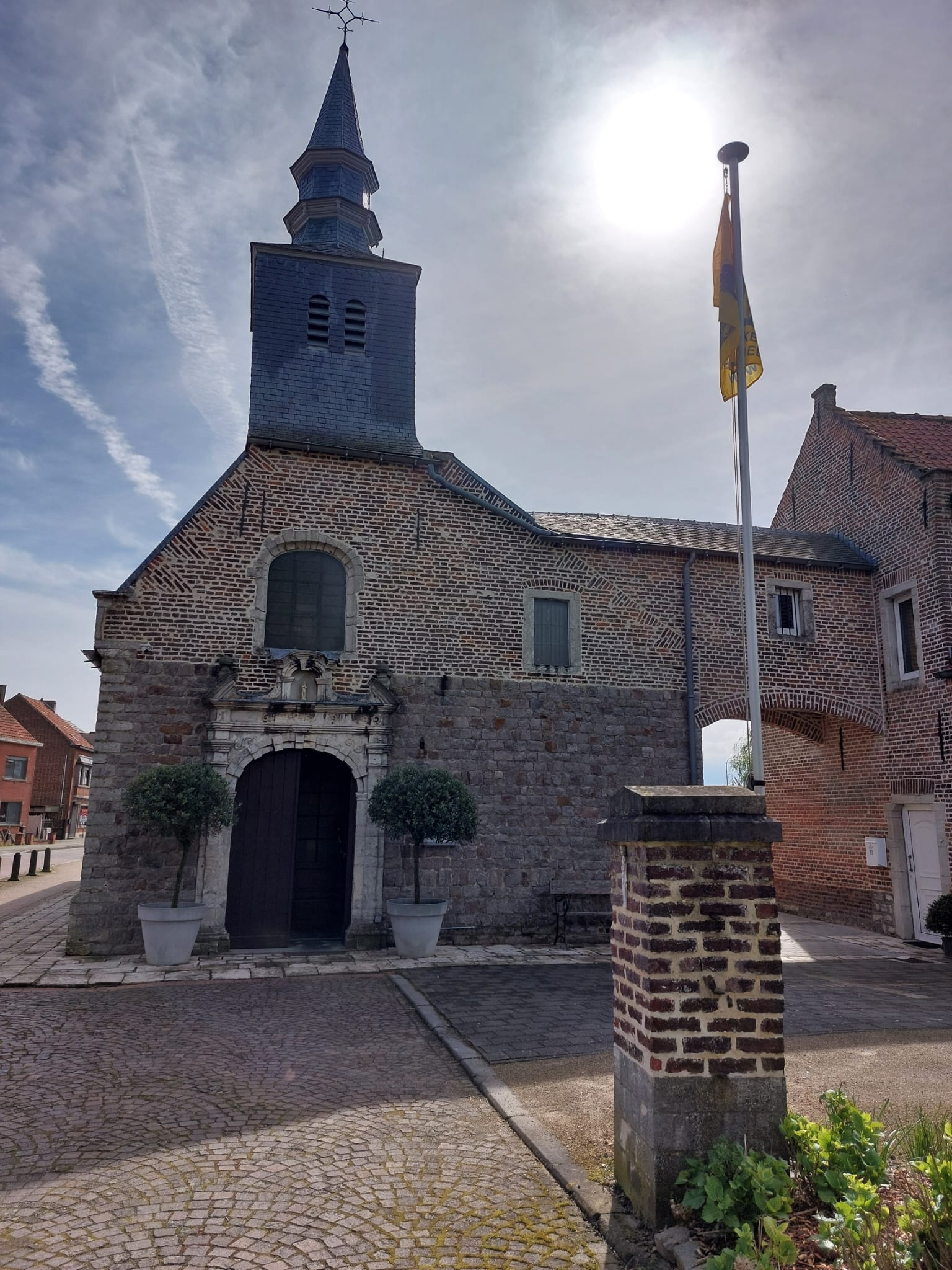
Kapel Onze-Lieve-Vrouw-ten-Steen
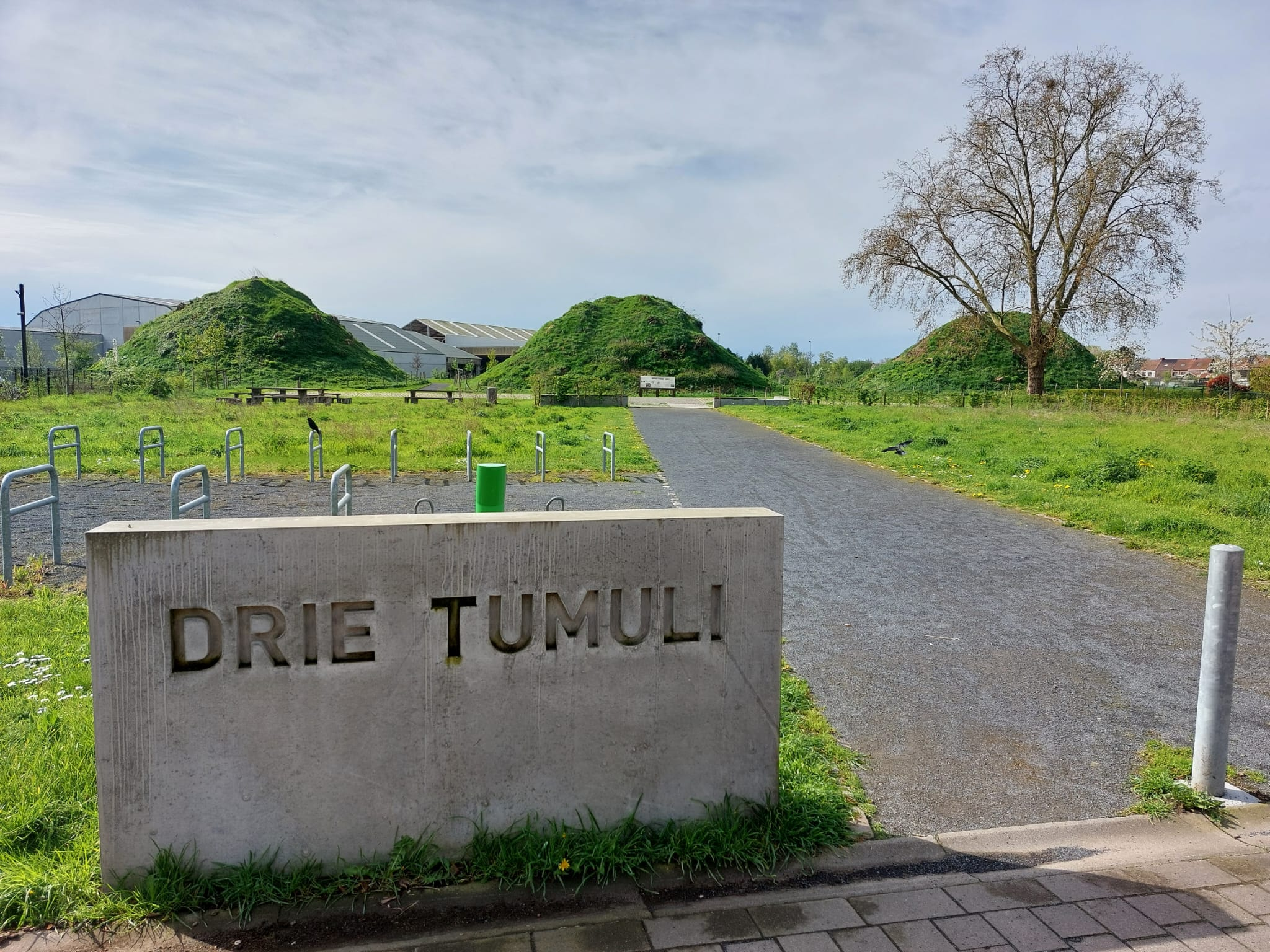
De drie Tumuli

## Nabijgelegen kernen
Bost, Hoegaarden, Oorbeek, Kumtich, Vissenaken, Sint-Margriete-Houtem, Oplinter, Hakendover